# Osztrák Szövetségi Vasutak

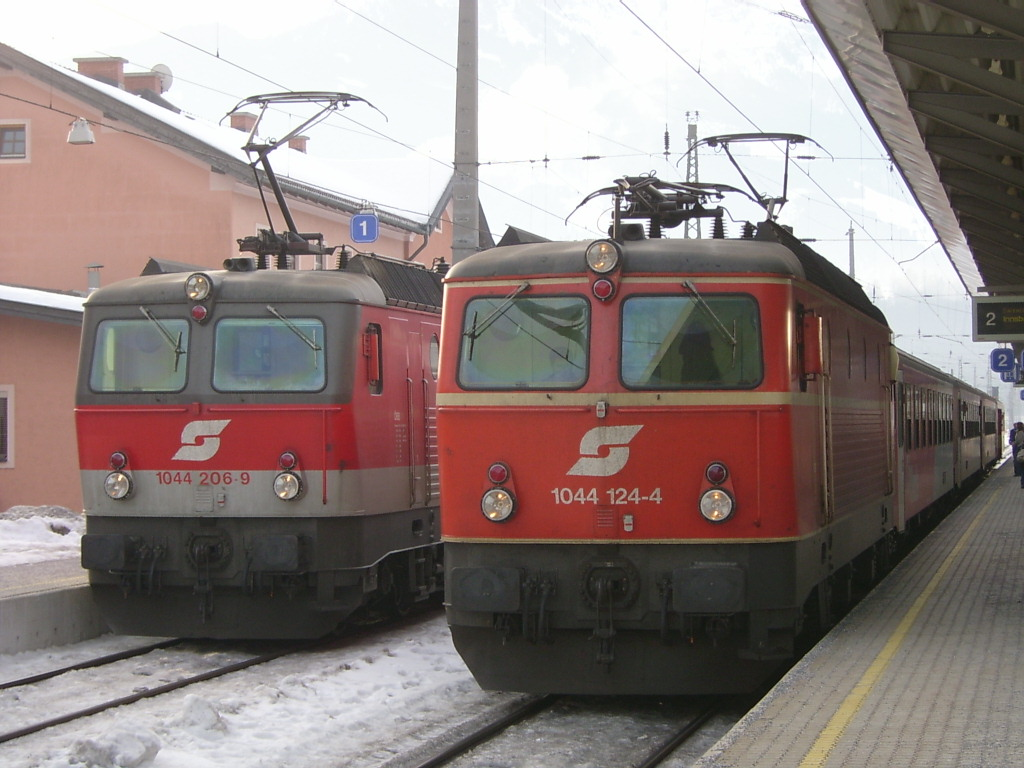
Régi és új festésű ÖBB 1044-es mozdonyok

Az Osztrák Szövetségi Vasutak (németül Österreichische Bundesbahnen, ÖBB) Ausztria legnagyobb, állami tulajdonú vasúttársasága. 2005. január 1. óta az ÖBB-t több önálló társaságra tagolták, melynek élén az ÖBB-Holding AG áll.

## Történet
- 1882. Megkezdődik a vasúti hálózat államosítása, létrejön a Kaiserlich-königlichen österreichischen Staatsbahnen (kkStB, Császári-királyi Osztrák Államvasutak).
- 1923. Létrejött az Osztrák Szövetségi Vasutak, azaz az Österreischische Bundesbahn, melynek rövidítése BBÖ lett, mivel az „ÖBB”-t akkor már egy svájci magánvasút használta.
- 1938. Az Anschluß után a BBÖ-t a Deutsche Reichsbahn vette át. A második világháború alatt a vonalak 41%-a megsemmisült.
- 1947. A vasúttársaság újraalakulása ezúttal már az ÖBB rövidítéssel (mivel a svájci magánvasutak áttértek a nemzetközi megjelölésben az SP rövidítésre). Megkezdődik a vonalak villamosítása.

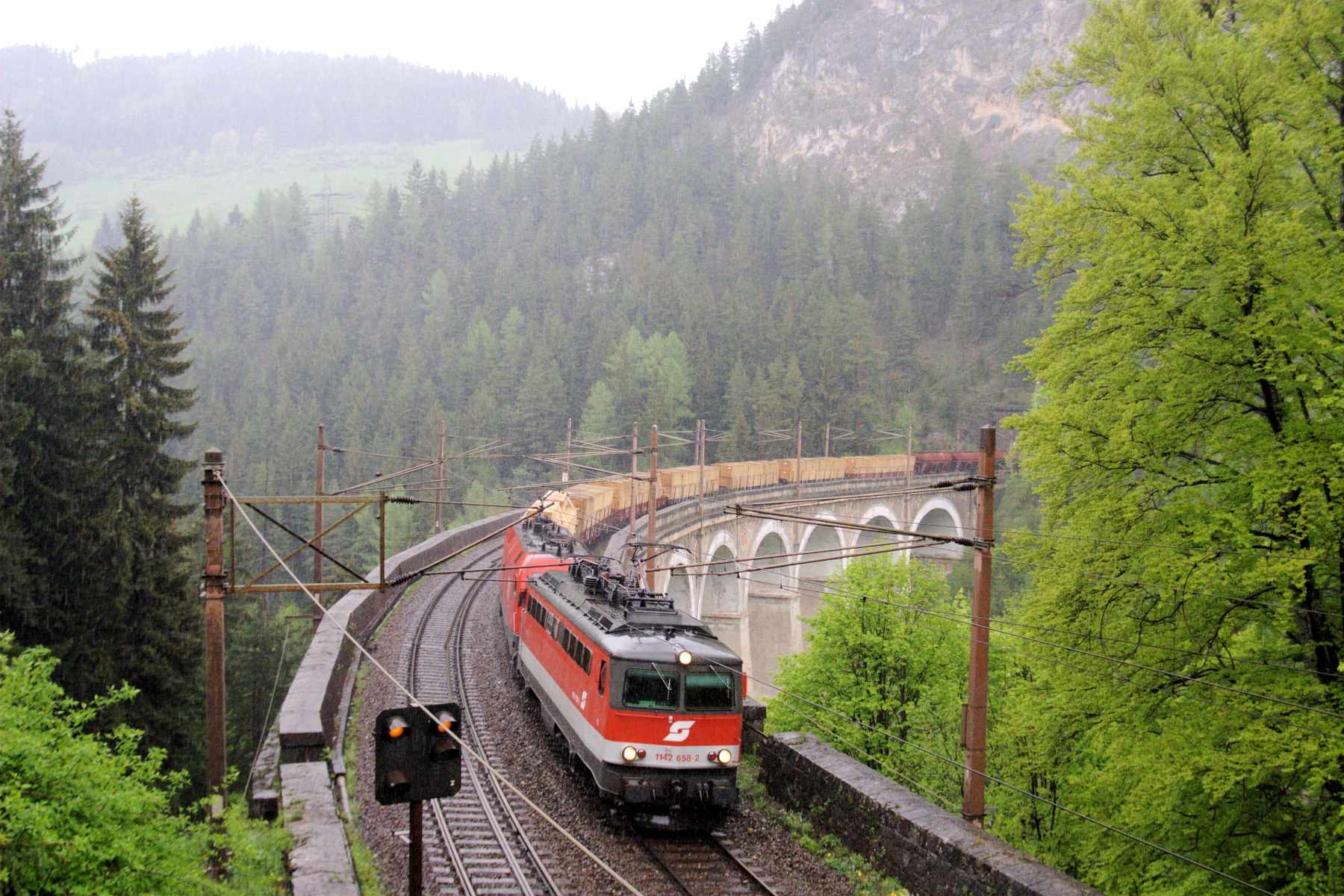
Tehervonat a Semmeringnál a Kalte Rinne viadukton

## Felépítés
- ÖBB-Holding AG (Stratégiai vezetés)
- ÖBB-Personenverkehr AG (Személyforgalom)
- Rail Cargo Austria (Teherforgalom)

Közös leányvállalatok:
- ÖBB-Traktion GmbH
- ÖBB-Technische Services GmbH
- ÖBB-Infrastruktur Betrieb AG
- ÖBB-Infrastruktur Bau AG

## Vonalak

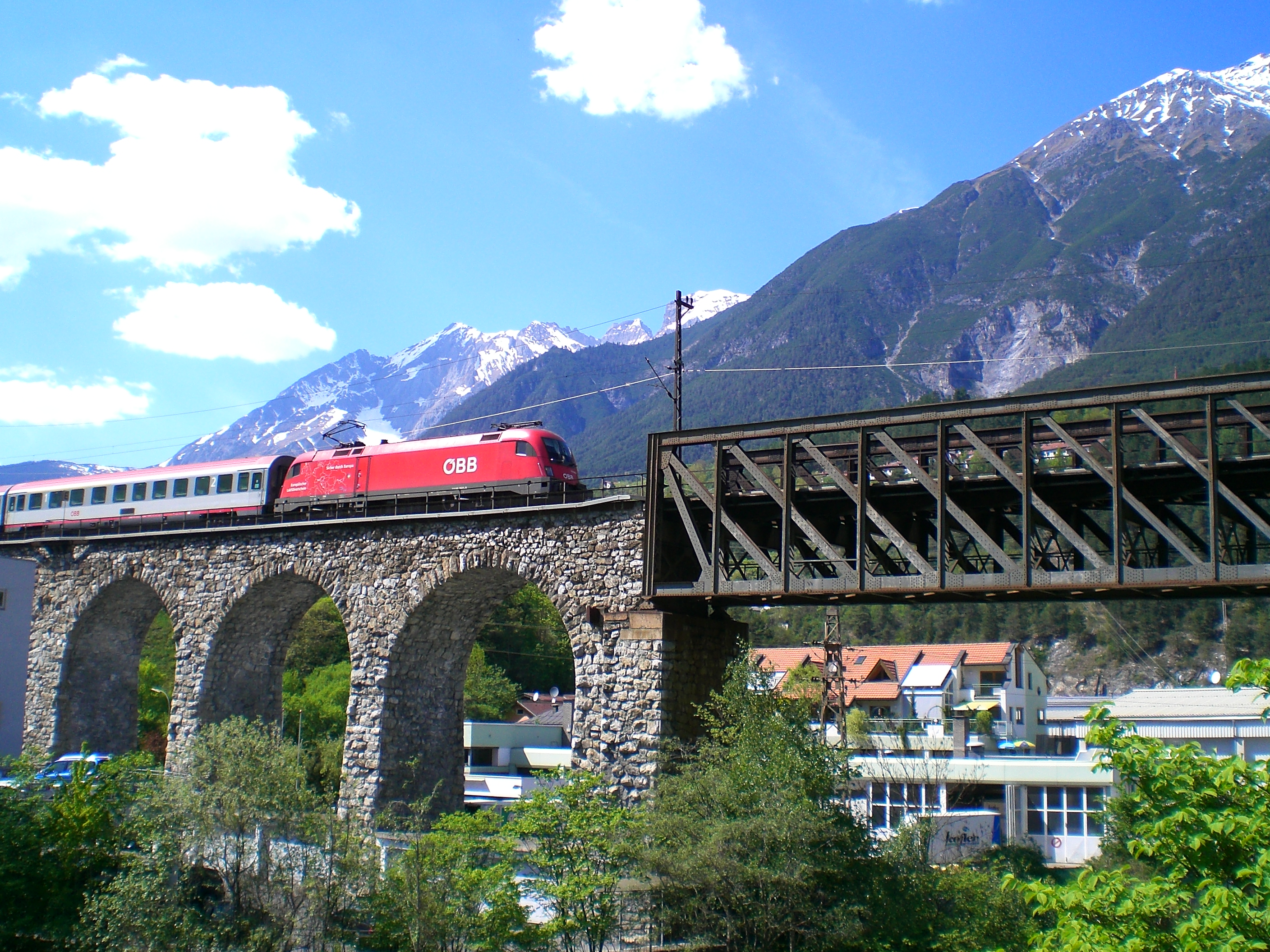
ÖBB EuroCity Landecknél az Inn hídján

Normál nyomtávú vonalainak hossza 5441 km, a keskeny nyomtávú vasutak hossza 316 km. Hálózatának 57%-a villamosított, a Mariazellerbahn kivételével 15 kV 16,7 Hz váltakozó árammal.
Főbb vonalak:

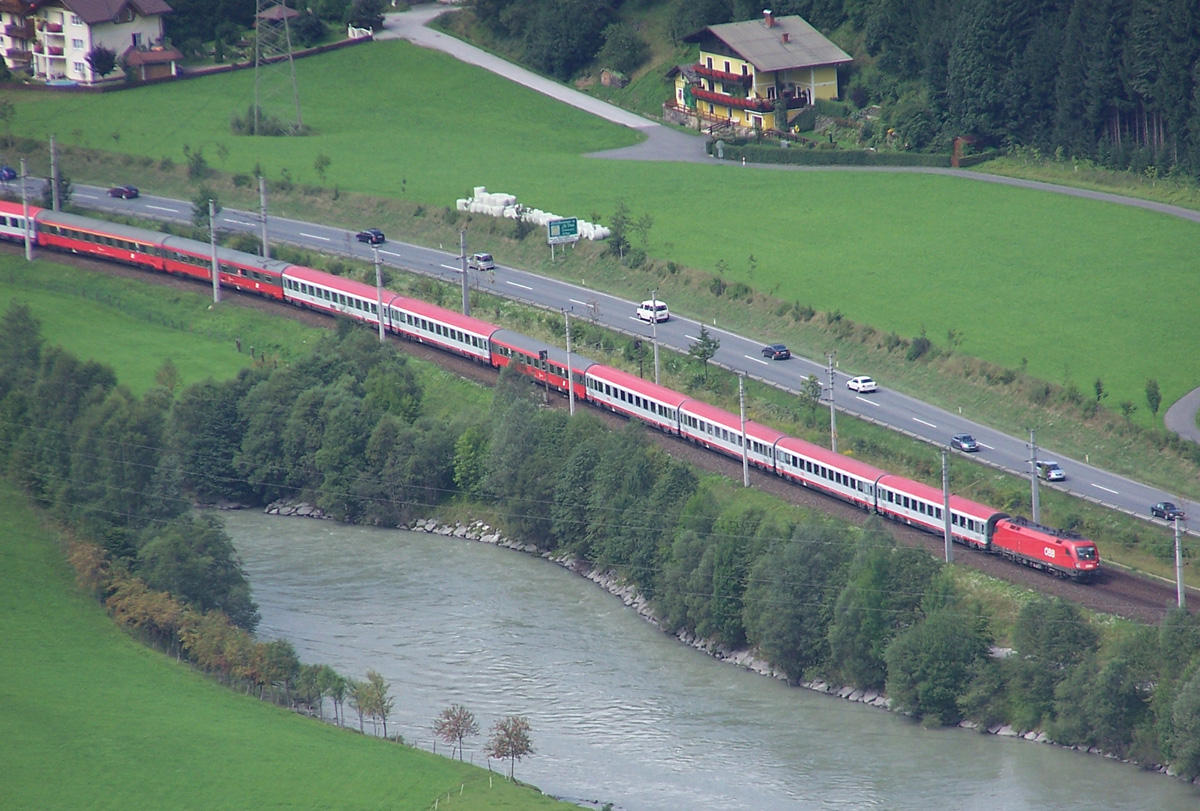
ÖBB EuroCity új és régi festésű kocsikkal St. Johann im Pongaunál

- Westbahn: Wien Westbf – Linz – Salzburg – Innsbruck – Bregenz
- Südbahn: Wien Südbf – Bruck an der Mur – Graz / Klagenfurt – Villach
- Ostbahn: Wien Südbf – Bruck an der Leitha – Hegyeshalom
- Nordbahn: Wien Nord – Hohenau
- Arlbergbahn: Innsbruck – Bludenz
- Brennerbahn: Innsbruck – Brennero/Brenner
- Pyhrnbahn: Linz – Selzthal
- Ennstalbahn: Bischofshofen – Selzthal – Bruck an der Mur
- Tauernbahn: Salzburg – Bischofshofen – Villach
- Drautalbahn: Villach – Lienz
- Linz – Wels – Passau
- Bruck an der Leitha – Köpcsény – Pozsony
- Summerauer Bahn: Linz – Summerau
- steirische Ostbahn: Graz – Fehring – Szentgotthárd

## Vonatok

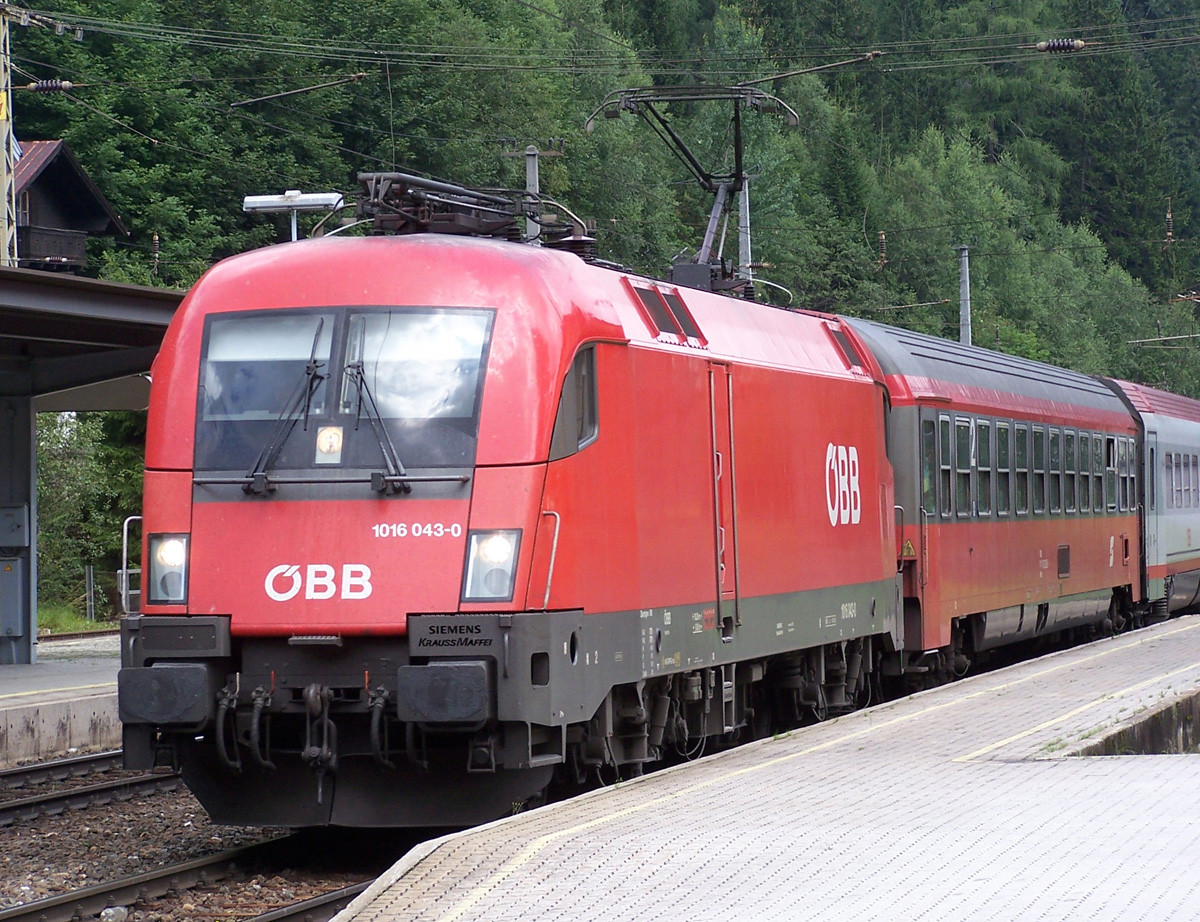
ÖBB 1016 sorozatú villamosmozdony az ÖBB új logójával Badgasteinben

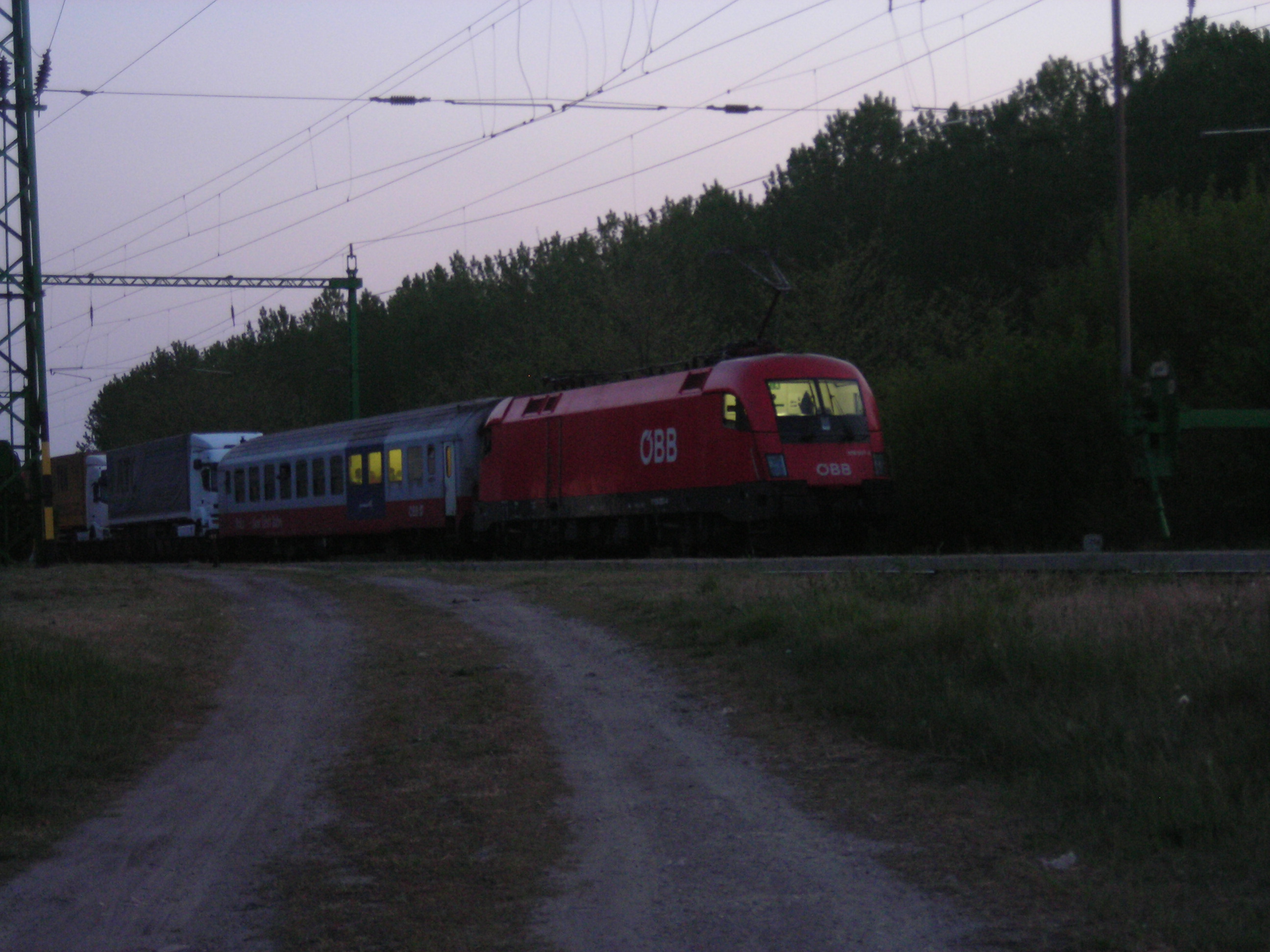
Az ÖBB akár Szegedig is eljutott Rola vonatokkal

- RJX – Railjet Xpress az ÖBB nagysebességű vonata Siemens Viaggio Comfort ingavonatokkal kiállítva.
- RJ – Railjet a Railjet Xpress sűrűbb megállási renddel közlekedő változata.
- ICE – A DB nagysebességű vonata (ICE), mely több viszonylatban is közlekedik az ÖBB vonalain, illetve a DB-től megvásárolt, [mikor?] 4011-es sorozatú motorvonatokból kiállított vonatok.
- EC – EuroCity vonat nemzetközi forgalomban, ÖBB, MÁV, FS, ČD, HŽ vagy DB-kocsikkal
- nj – Nightjet az ÖBB éjszakai személyszállító szolgáltatása főként fekvőhelyes és hálókocsikból kiállítva.
- EN – Nemzetközi minőségi éjszakai vonat Európa nagyvárosaiba ÖBB, MÁV, DB, SNCF vagy FS kocsikkal.
- IC – InterCity vonat, belföldi forgalomban. Általában csak a nagyobb városokban és a fontos turisztikai központokban állnak meg.
- D – A D-Zug (gyorsvonat) szerepét már régen átvették az IC vonatok, ma leginkább csak nemzetközi forgalomban közlekednek ilyen vonatok.
- REX – RegionalExpress (sebesvonat), a korábbi Eilzug és Sprinter kategória összevonásával jött létre 2006 decemberében. Általában csak nagyobb településeken áll meg.
- CJX – Cityjet Xpress az ÖBB regionális, kevesebb megállójú vonatneme.
- R – Regionalzug (személyvonat), minden állomáson és megállóhelyen megáll.

Ausztria azon kevés országok közé tartozik, ahol egyetlen vonatra sem kell pótdíjat fizetni. Az EC/IC vonatokon helyjegy váltható.
Évtizedek óta vasúti különlegesség a Bécs–Innsbruck között közlekedő, Korridorzug-nak nevezett EC/IC-vonat, amely Salzburg és Kufstein között megállás nélkül halad át Németország területén. A schengeni határok kialakulása előtt óriási jelentősége volt a vámvizsgálat nélküli útrövidítésnek, egy szomszédos országon keresztül. Ezenkívül járnak még korridorvonatok Innsbruckból az olaszországi Dél-Tirolon keresztül a Kelet-Tirolban található Lienzbe, illetve Bécsújhely és Bécs felől Sopron érintésével a burgenlandi Sopronkeresztúrra (Deutschkreuz).

### Nemzetközi gyorsvonatok Magyarországról
| Vonat                   | Viszonylat                                                            |
| ----------------------- | --------------------------------------------------------------------- |
| Dacia-Corvin            | Bukarest–Békéscsaba–Budapest–Győr–Bécs (közvetlen kocsik Budapestről) |
| Railjet                 | Budapest–Győr–Bécs–Linz–Salzburg–(Zürich)–München–(Frankfurt)         |
| Wiener Walzer EuroNight | Budapest–Győr–Bécs–Salzburg–Innsbruck–Zürich                          |
| Kálmán Imre EuroNight   | Budapest–Győr–Bécs–Salzburg–München–Stuttgart                         |
| Mura InterCity          | Budapest–Győr–Szombathely–Graz                                        |
| Dráva InterCity         | Budapest–Győr–Szombathely–Graz–Ljubljana                              |
| Semmelweis EuroCity     | Budapest–Győr–Hegyeshalom–Bécs                                        |
| Hortobágy EuroCity      | Záhony–Debrecen–Budapest–Győr–Hegyeshalom-Bécs                        |
| Transilvania EuroCity   | Kolozsvár–Budapest–Győr–Hegyeshalom–Bécs                              |
| Liszt Ferenc EuroCity   | Budapest–Győr–Hegyeshalom–Bécs                                        |
| Csárdás EuroCity        | Budapest–Győr–Hegyeshalom–Bécs                                        |
| Lehár EuroCity          | Budapest–Győr–Hegyeshalom–Bécs                                        |

## Forgalom
Az utasforgalom az elmúlt években az alábbi módon változott:
| Utasok száma | 464 000 000 | 477 000 000 | 286 500 000 | 322 900 000 | 446 900 000 | 493 600 000 | 511 000 000 |
|              | 2012        | 2019        | 2020        | 2021        | 2022        | 2023        | 2024        |

## Aktív járműállomány

### Villamos mozdonyok

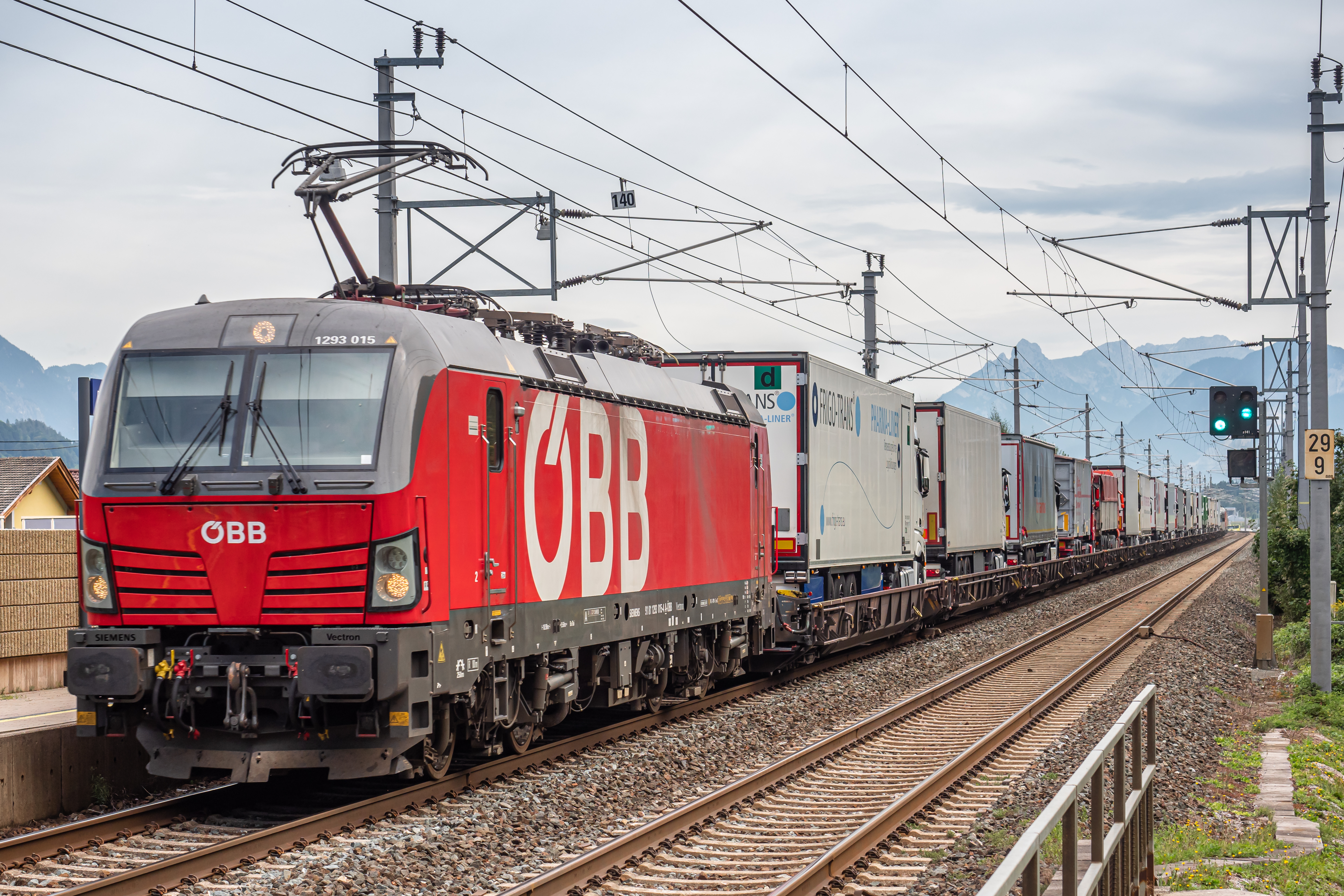
ÖBB 1293 sorozat Vectron
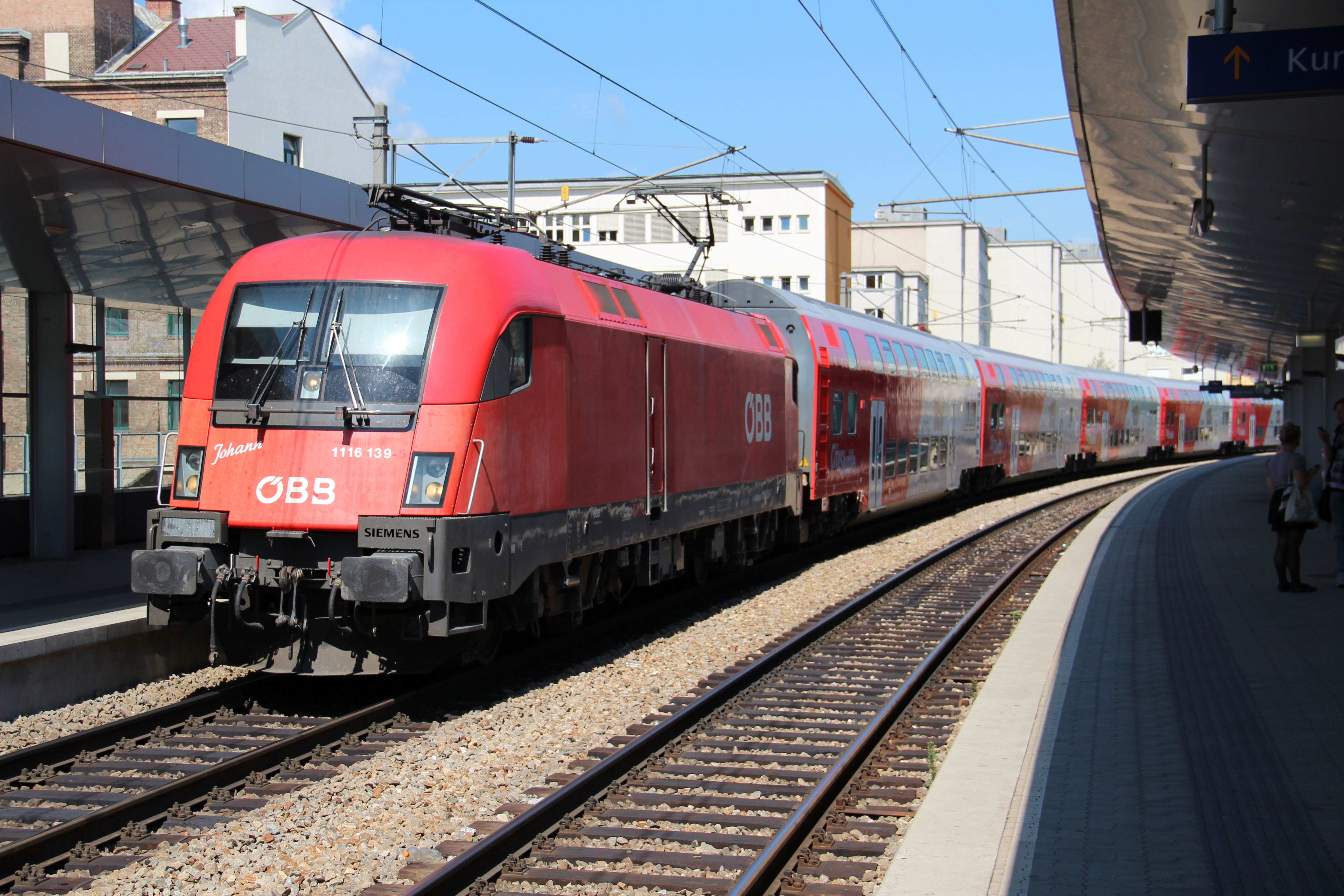
ÖBB 1016/1116/1216 Taurus
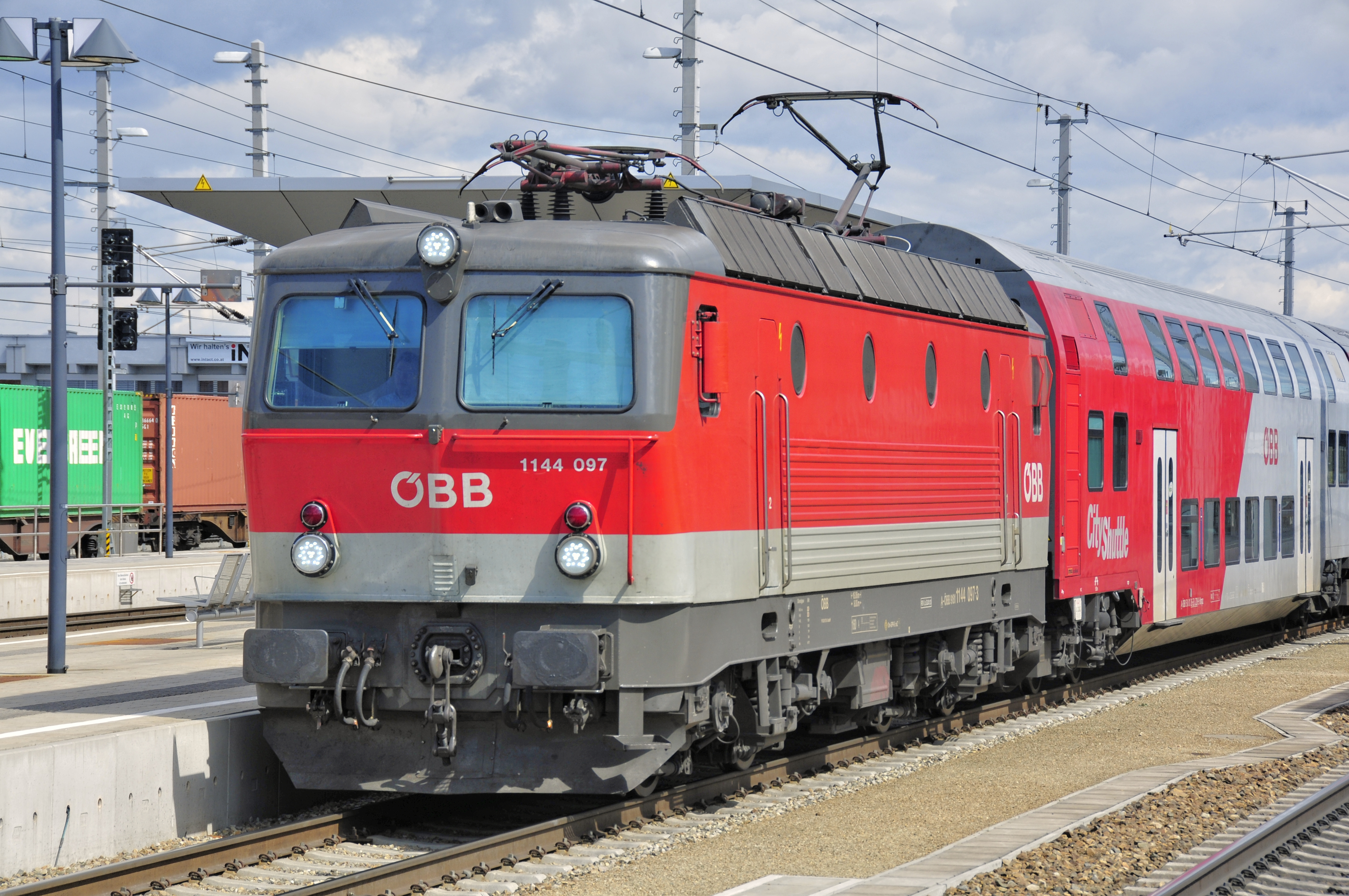
ÖBB 1144 sorozat
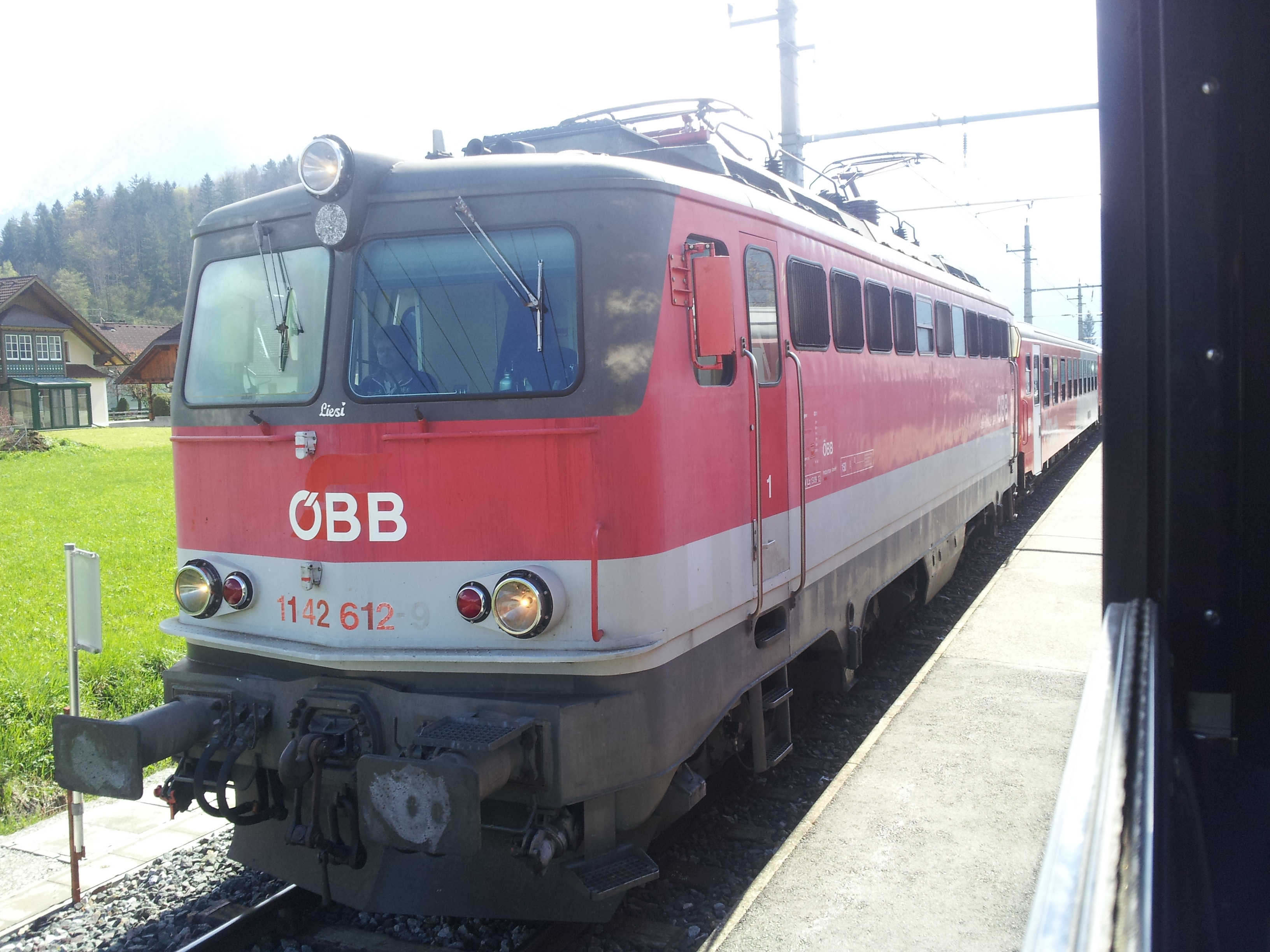
ÖBB 1142 sorozat
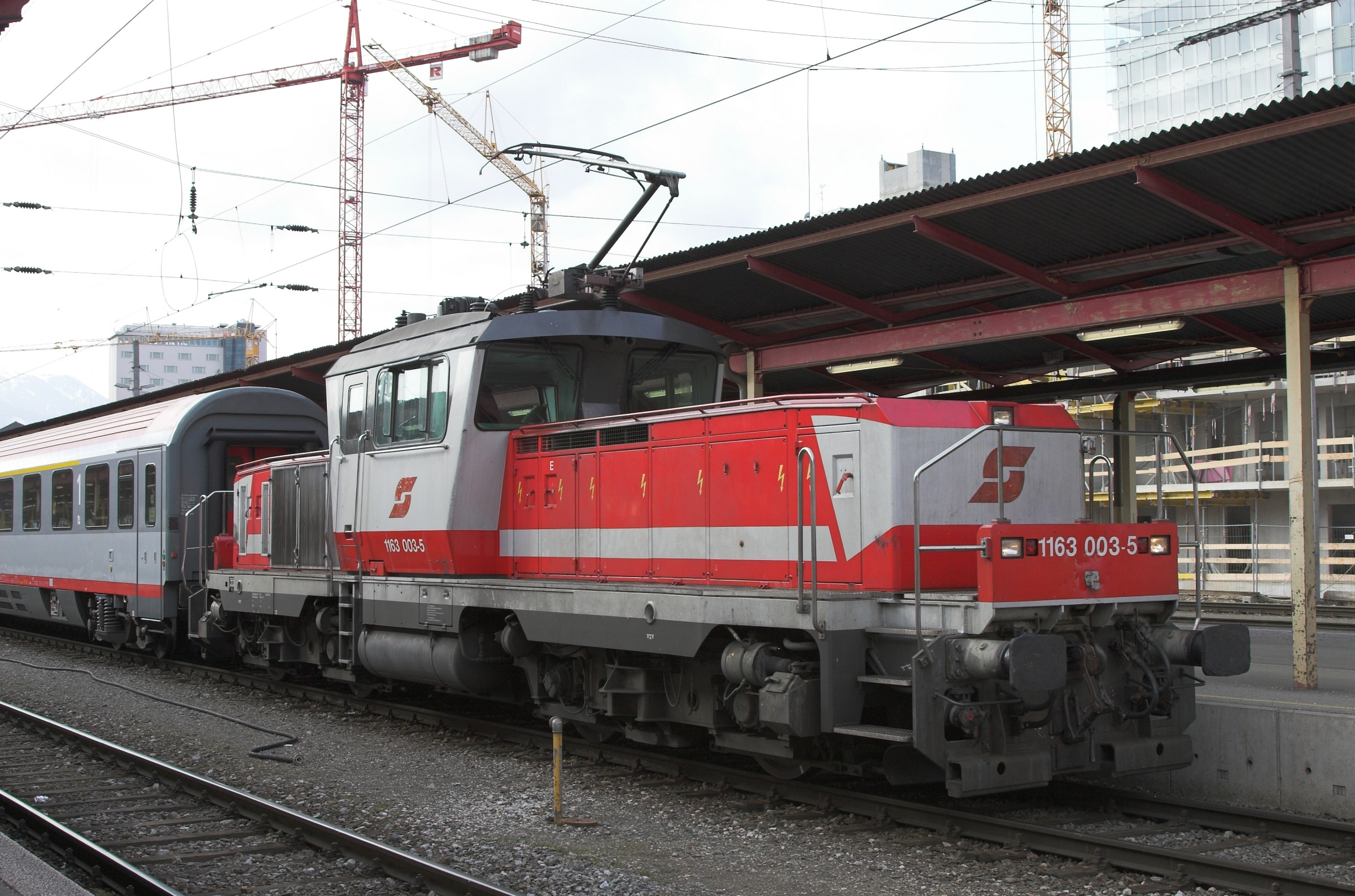
ÖBB 1163 sorozat
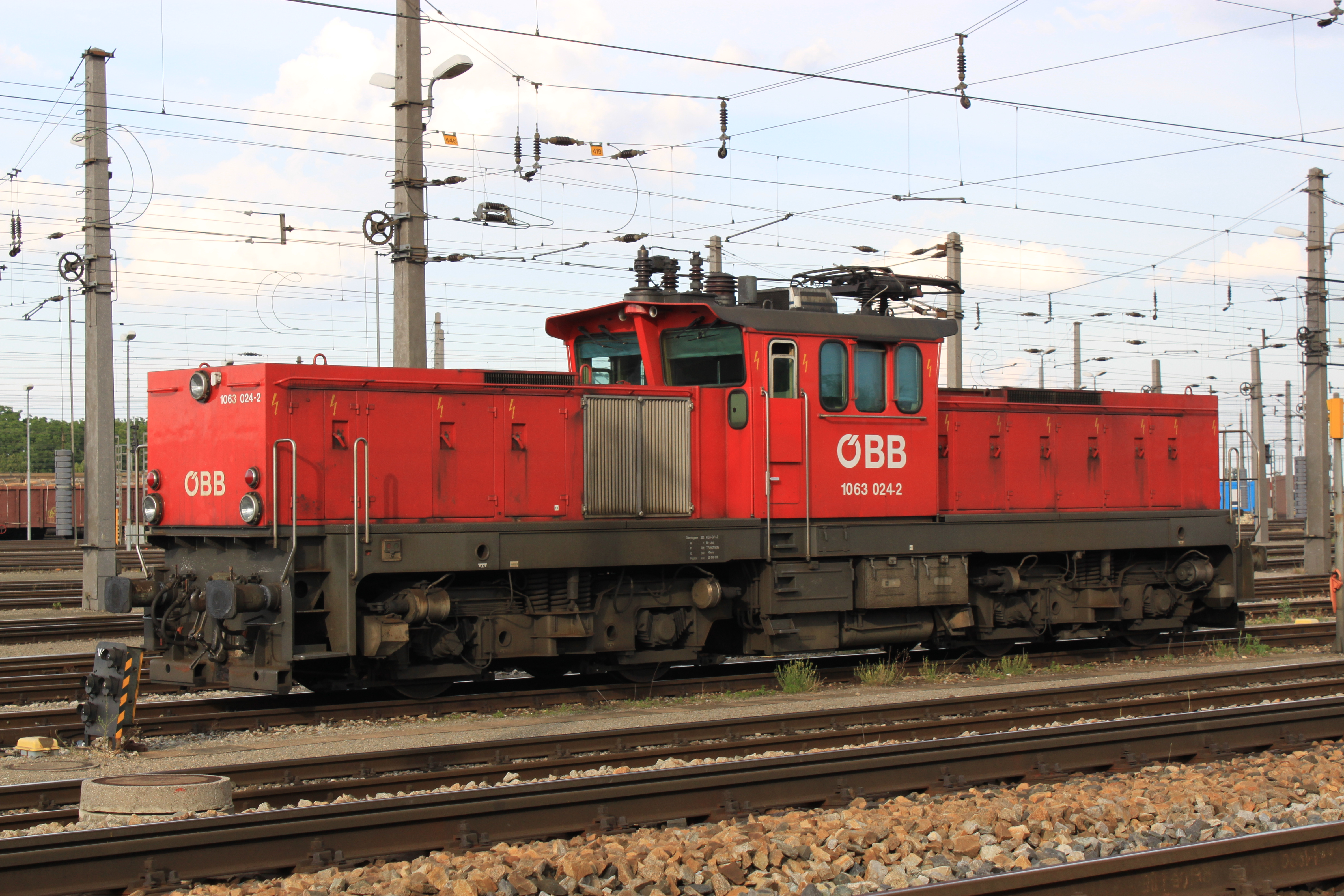
ÖBB 1063 sorozat

### Dízelmozdonyok

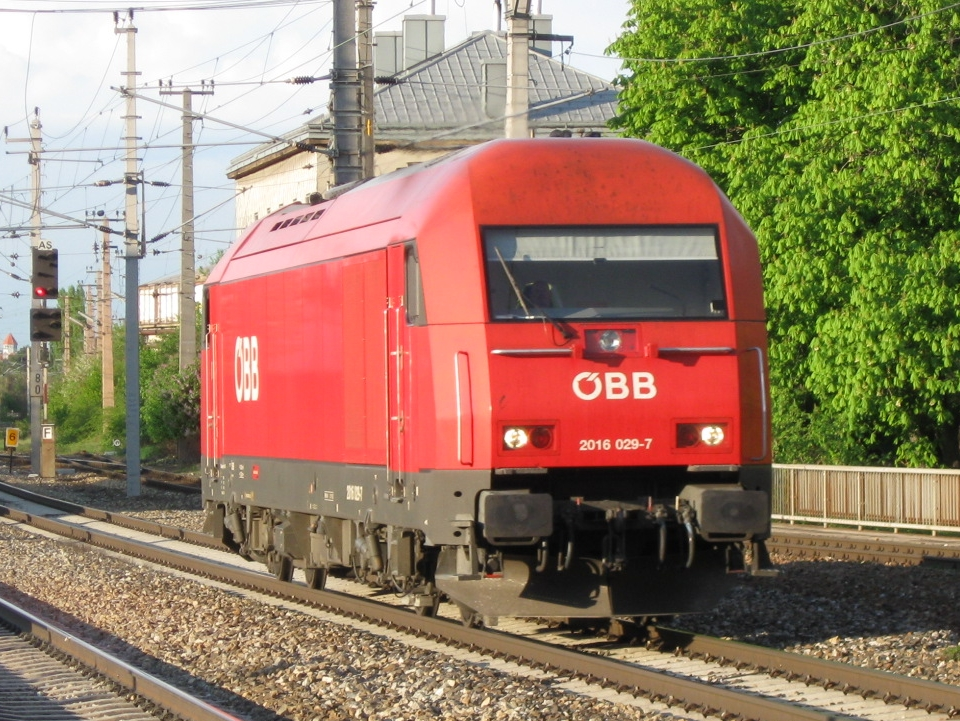
ÖBB 2016 sorozat Hercules
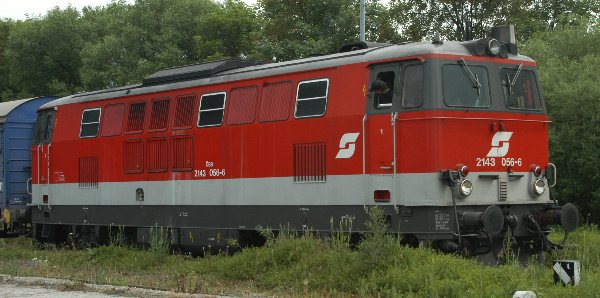
ÖBB 2143 sorozat
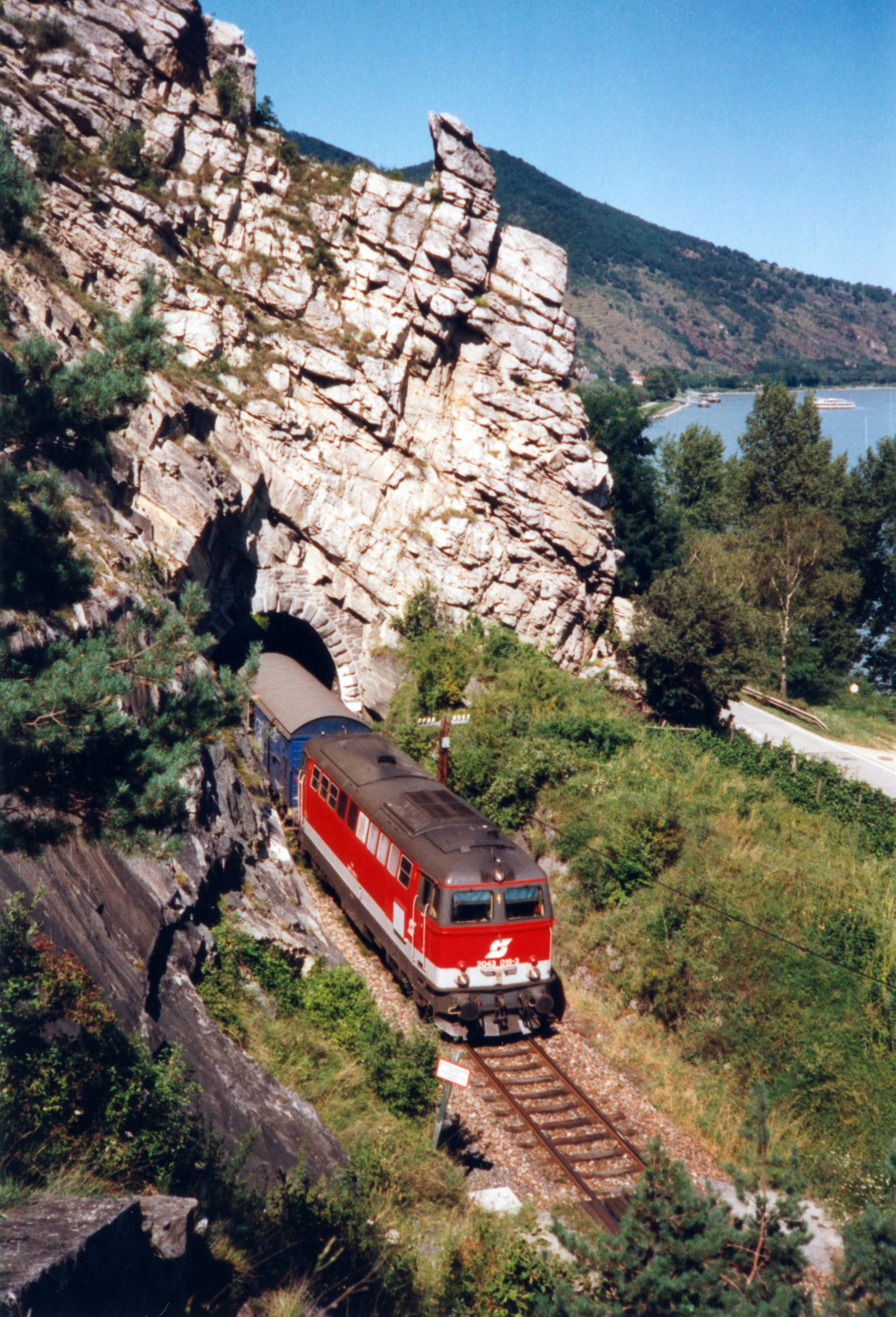
ÖBB 2043 sorozat
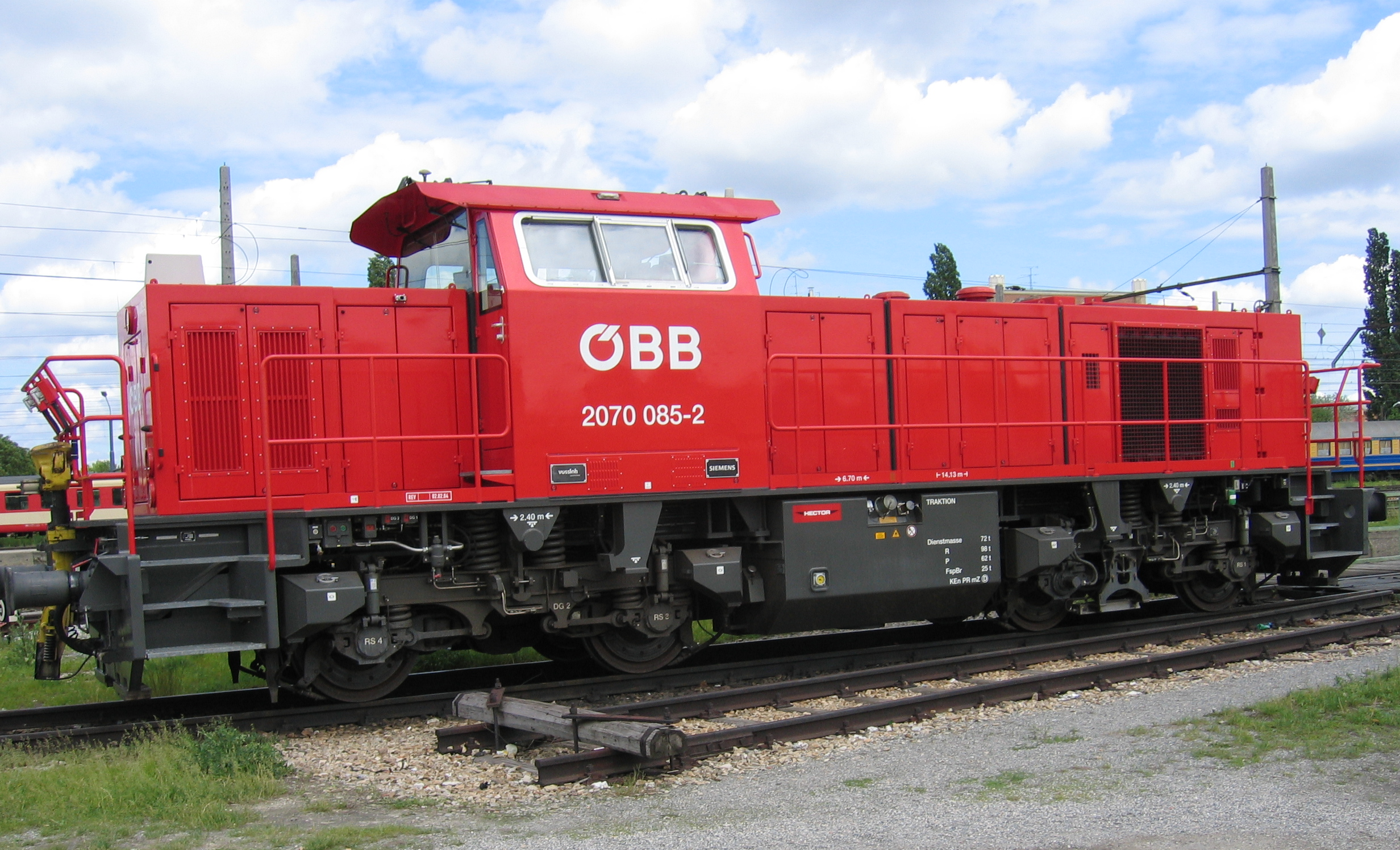
ÖBB 2070 sorozat Hector
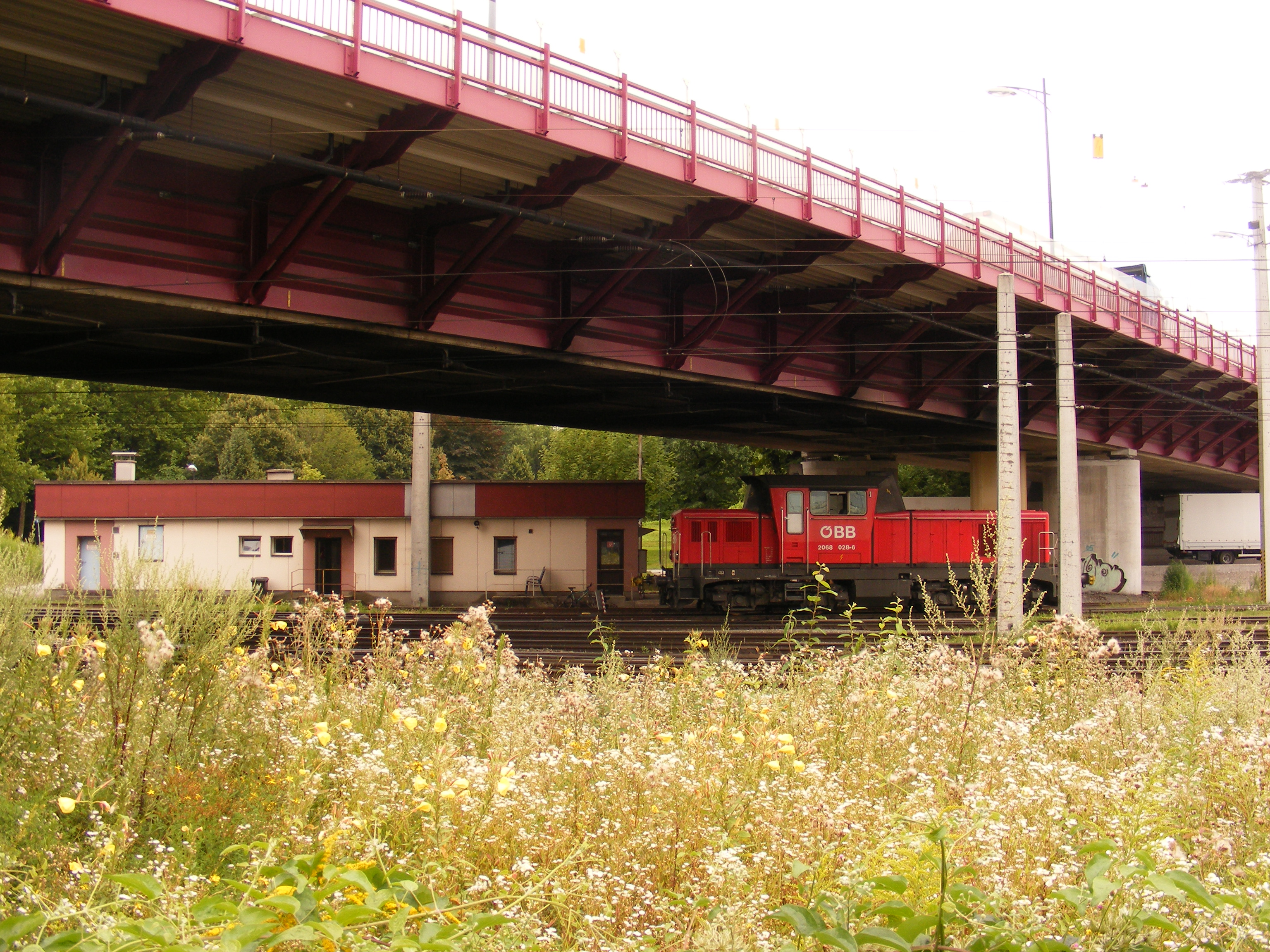
ÖBB 2068 sorozat
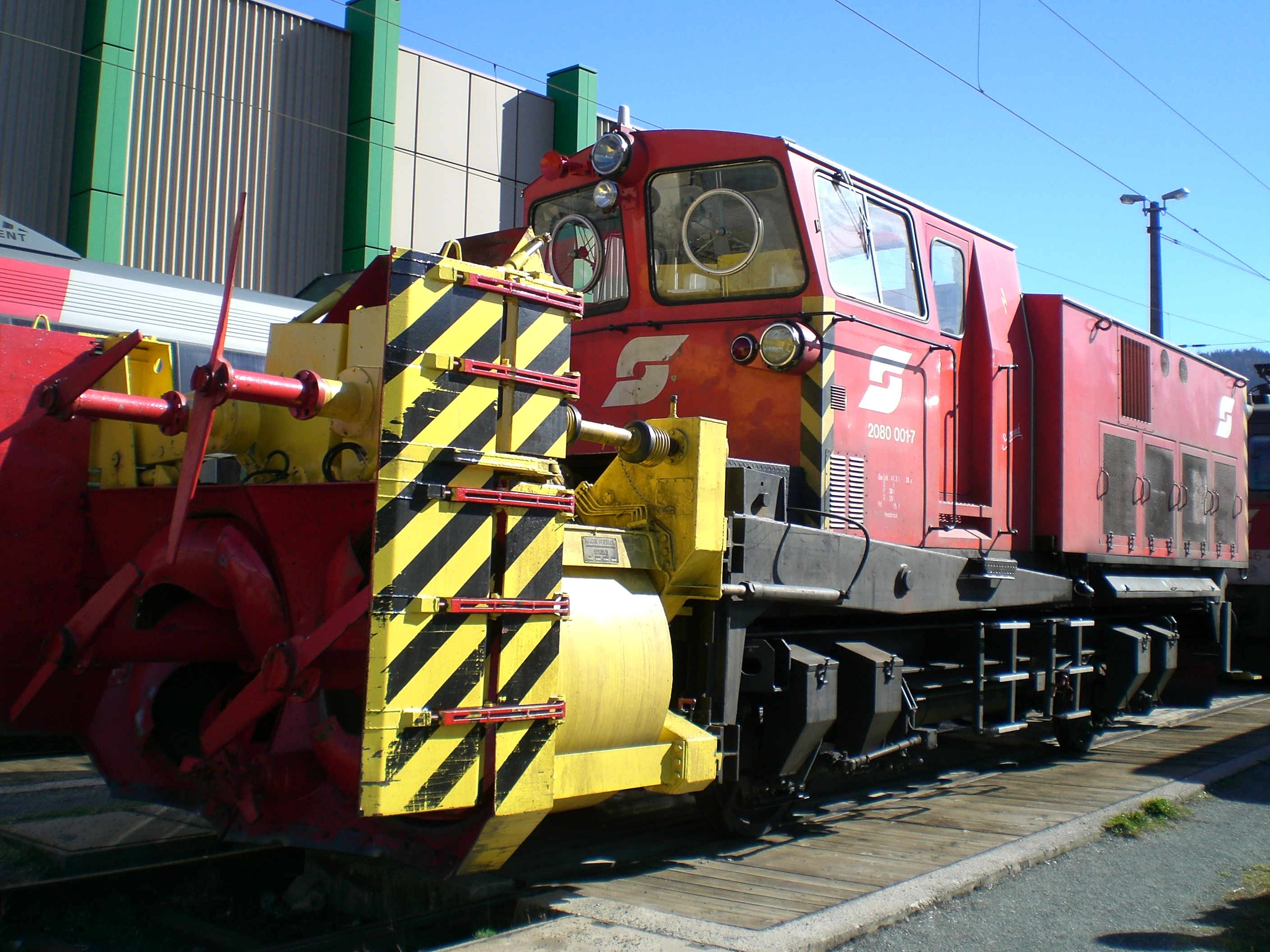
ÖBB 2080/2081 Rotációs hómaróval

### Villamos motorvonatok

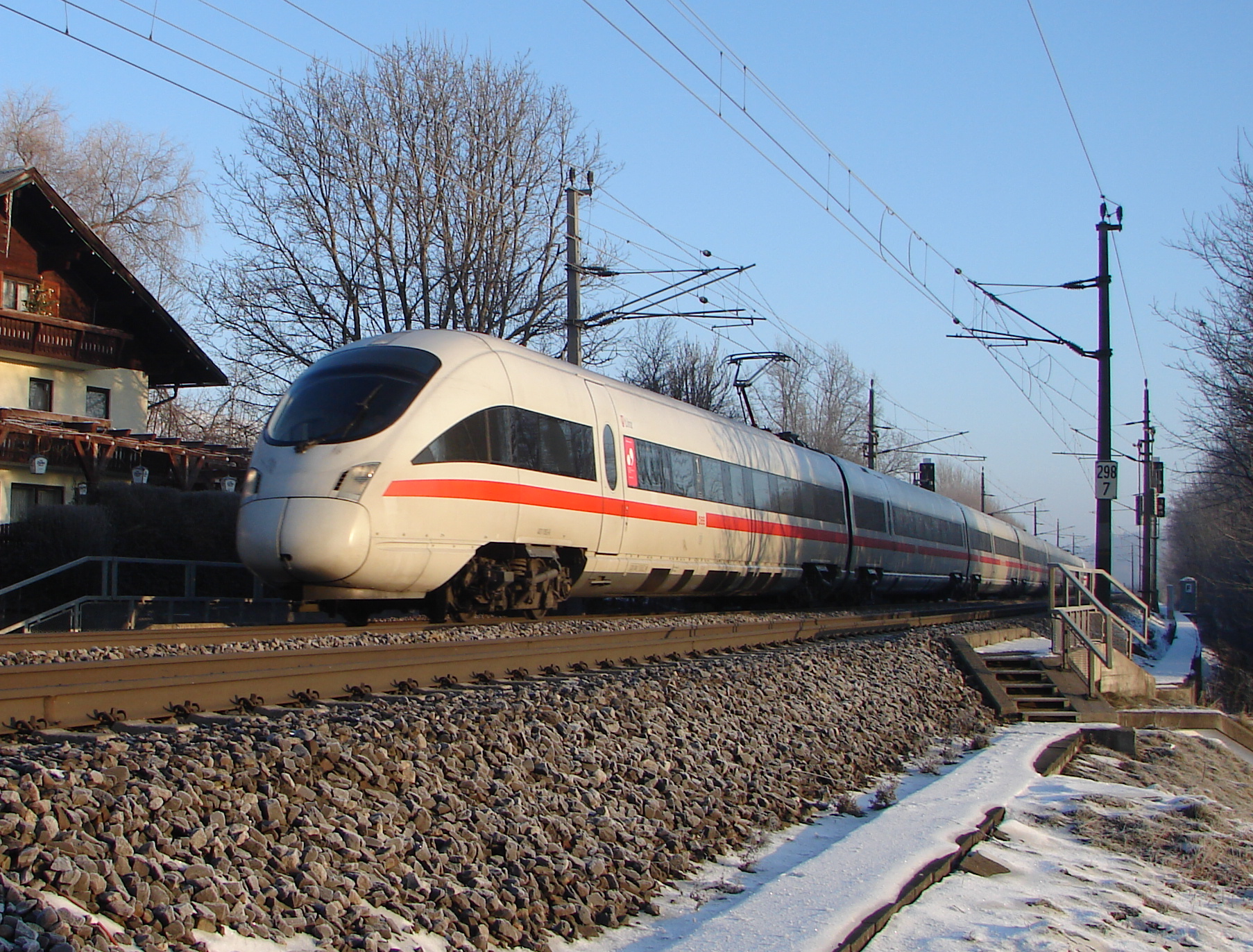
ÖBB 4011 sorozat ICE T
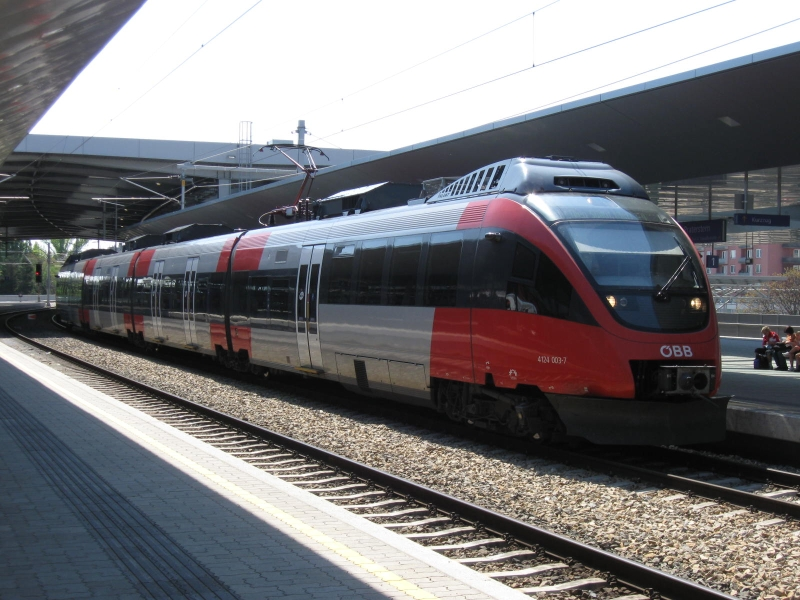
ÖBB 4023/4024/4124 sorozat Talent
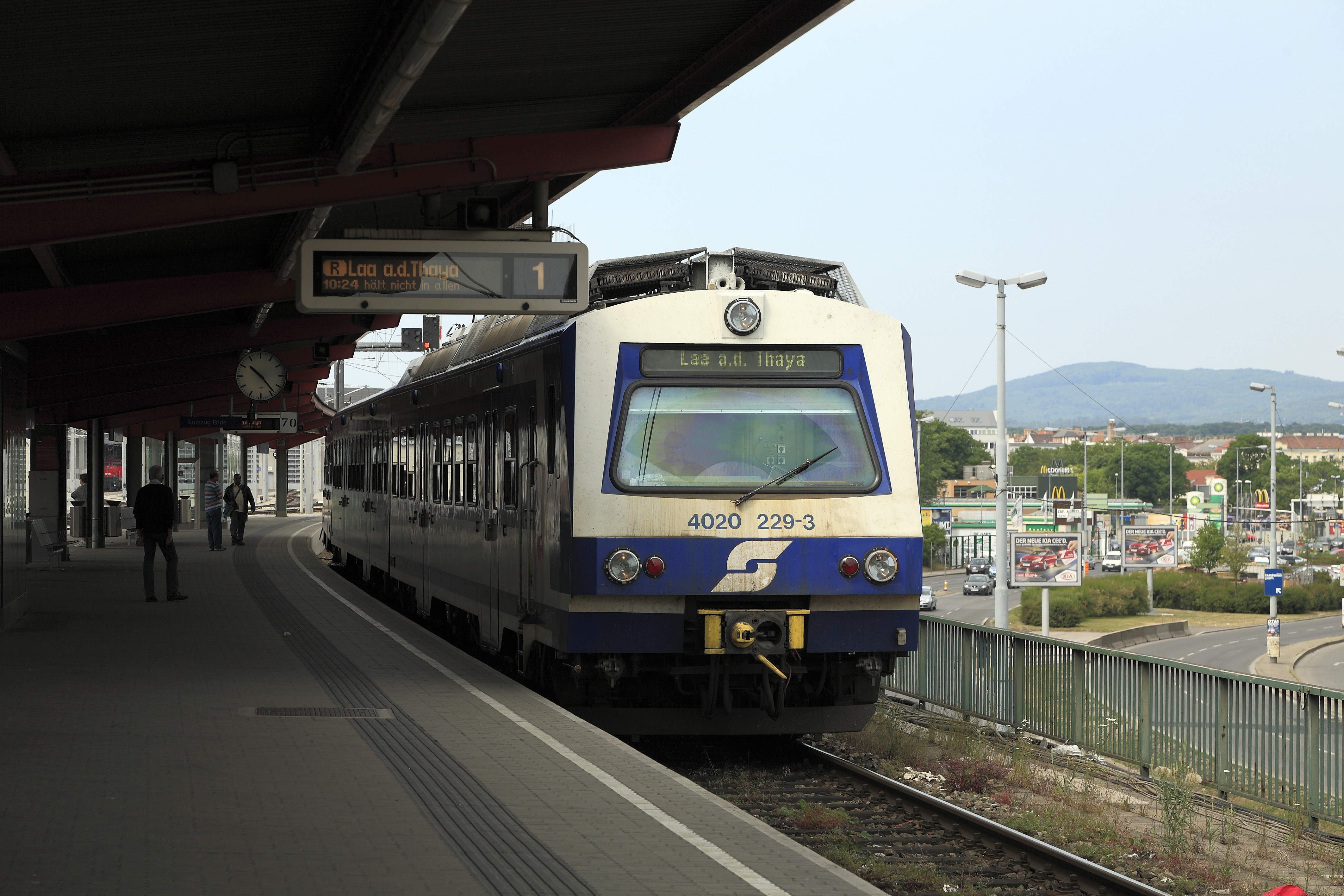
ÖBB 4020 sorozat
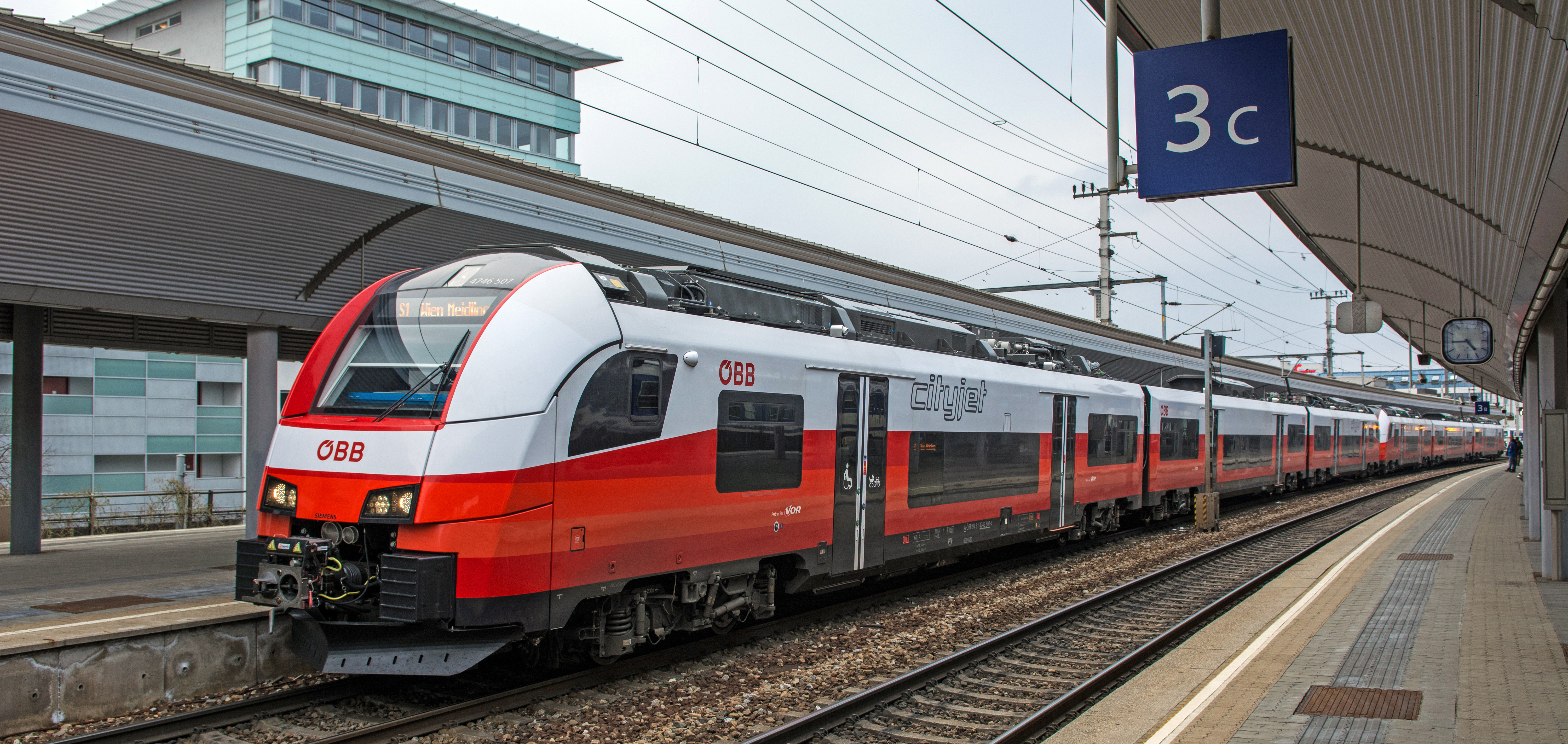
ÖBB 4746 sorozat

### Dízel motorkocsik

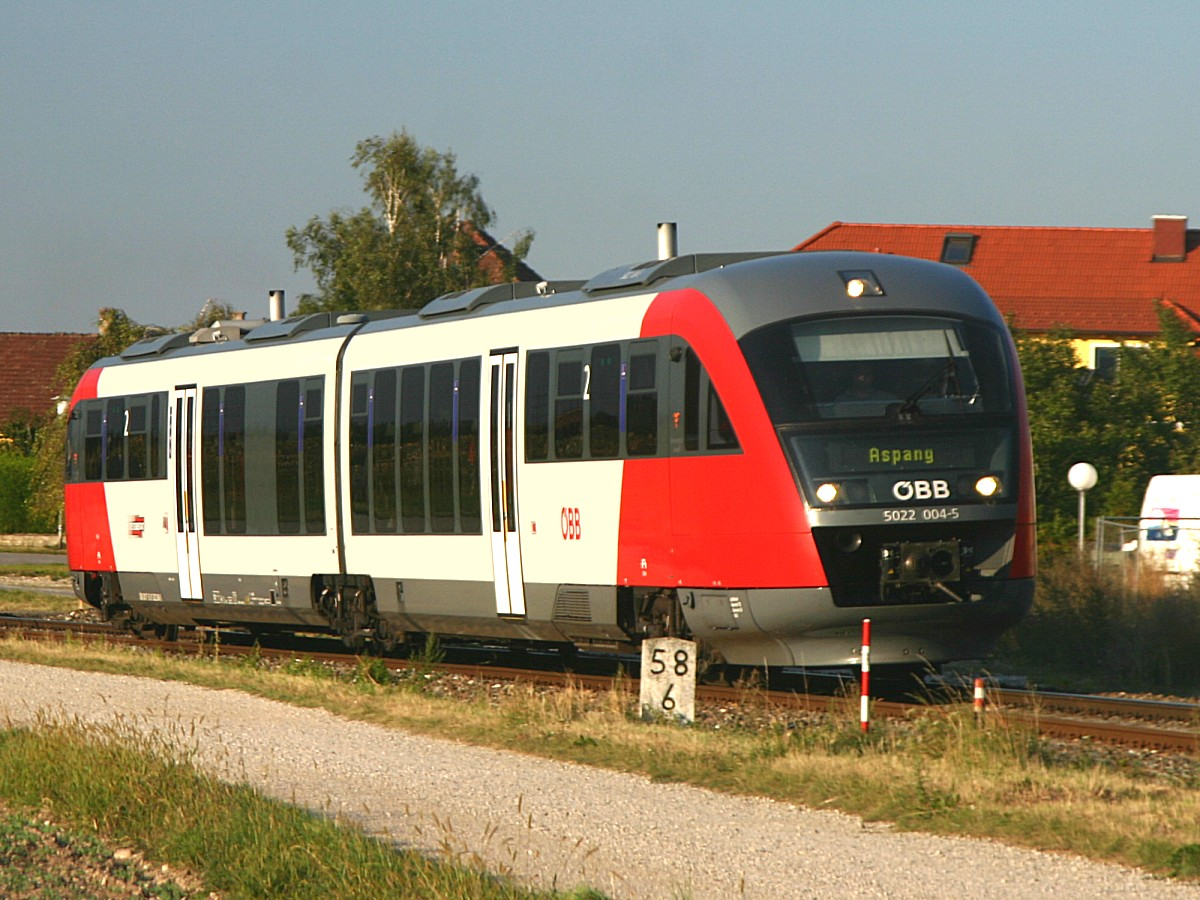
ÖBB 5022 sorozat Desiro
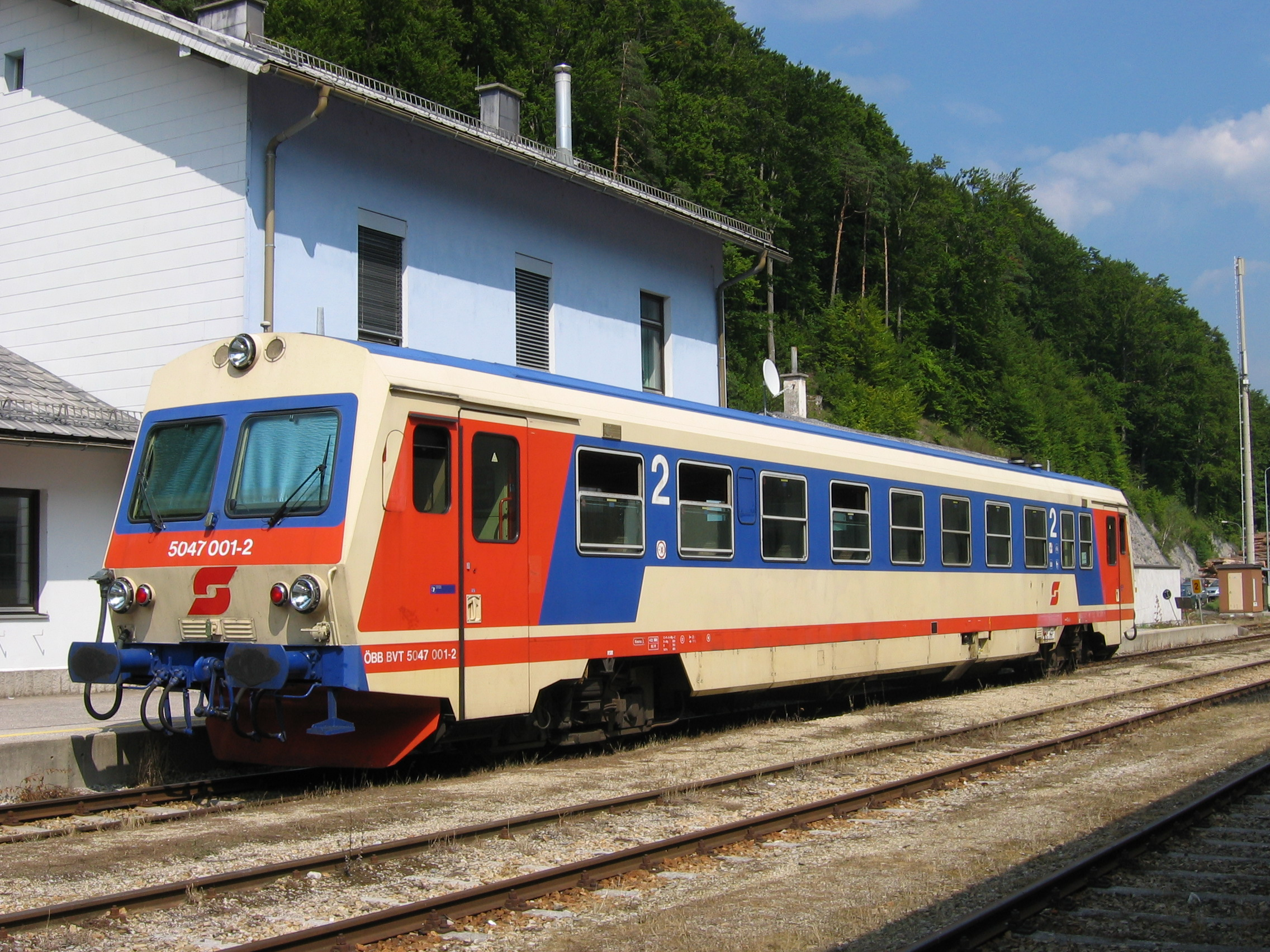
ÖBB 5047/5147 sorozat

### Pályafenntartási járművek

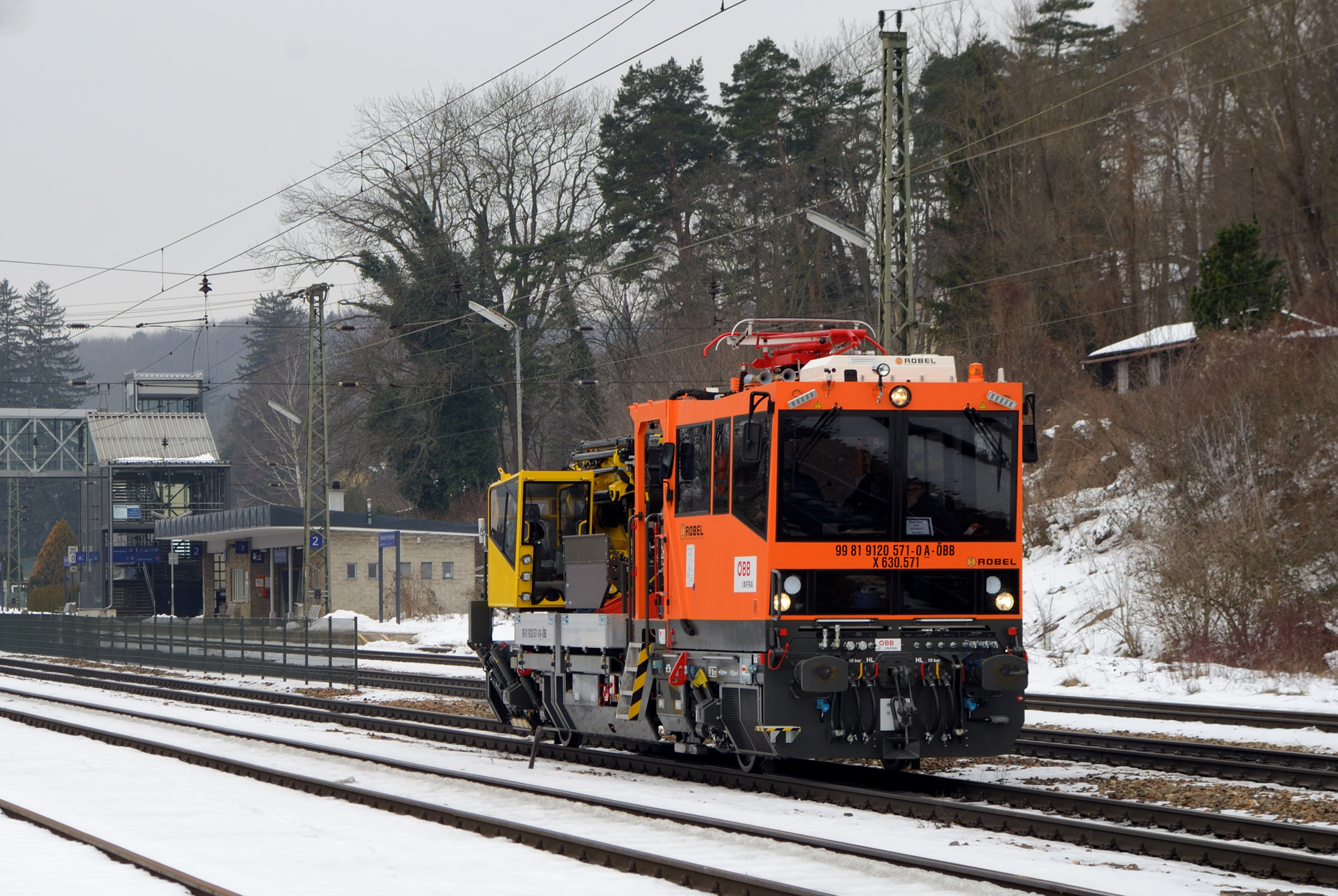
ÖBB X630 sorozat
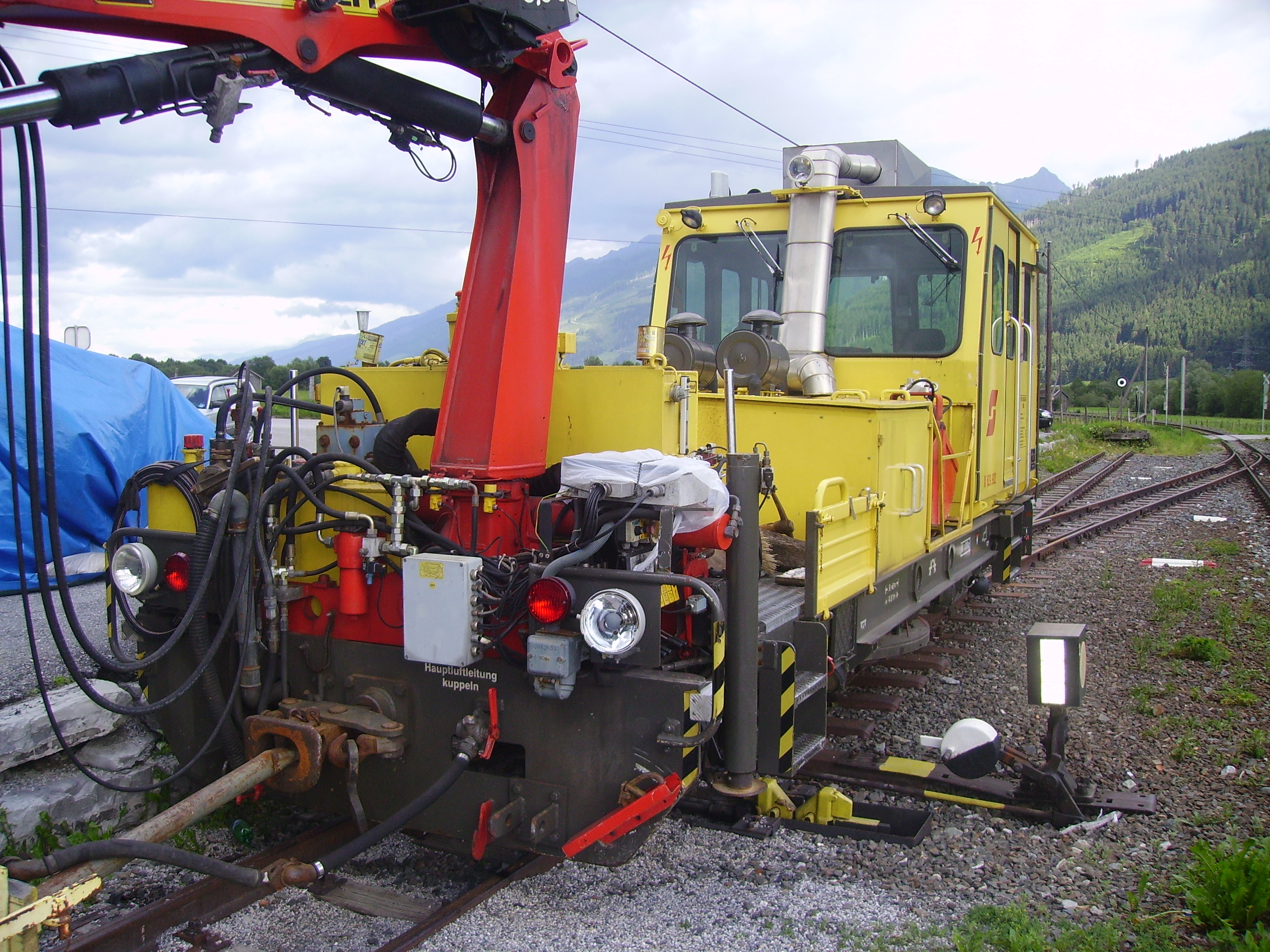
ÖBB X629.9 sorozat
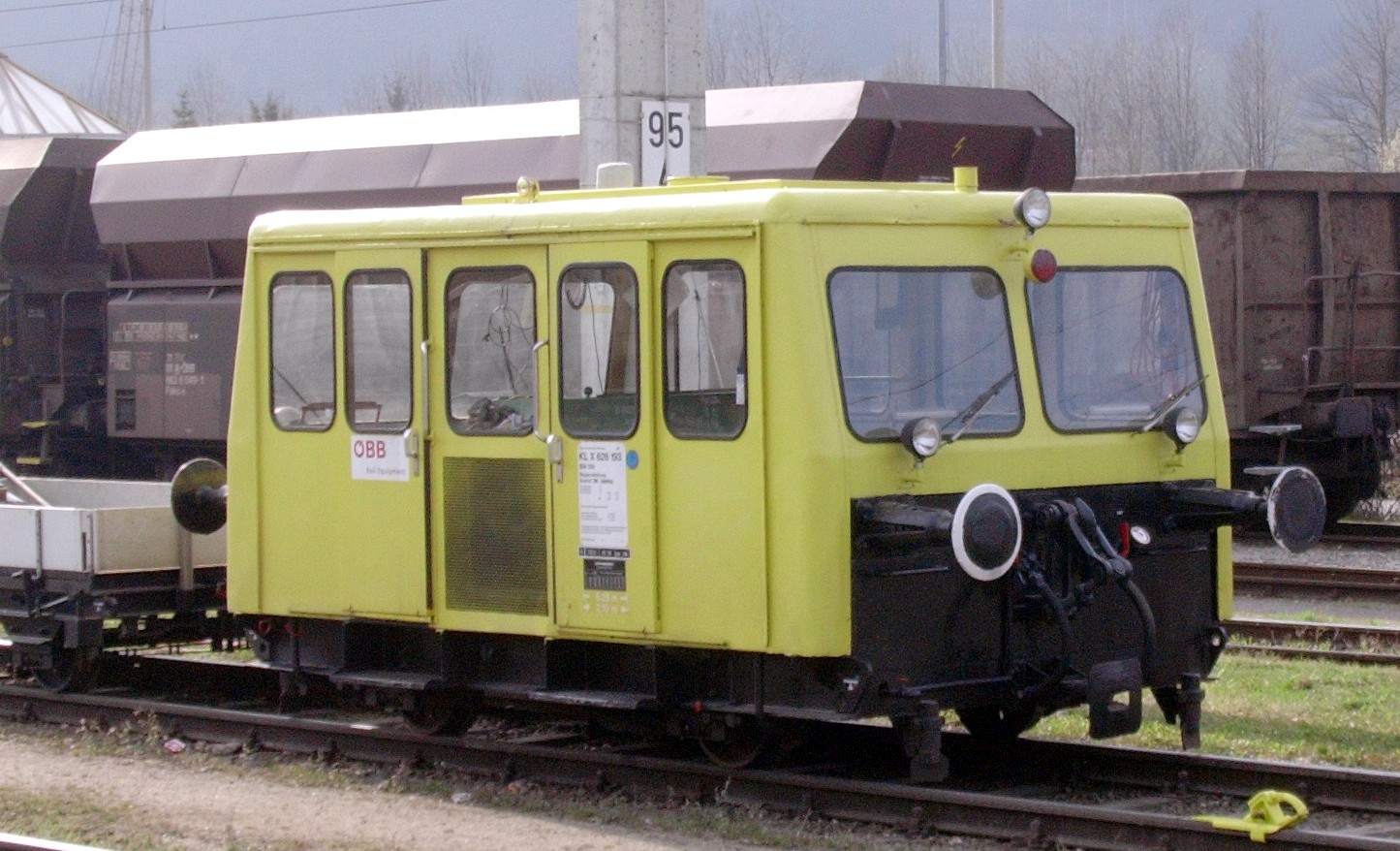
ÖBB X626 sorozat
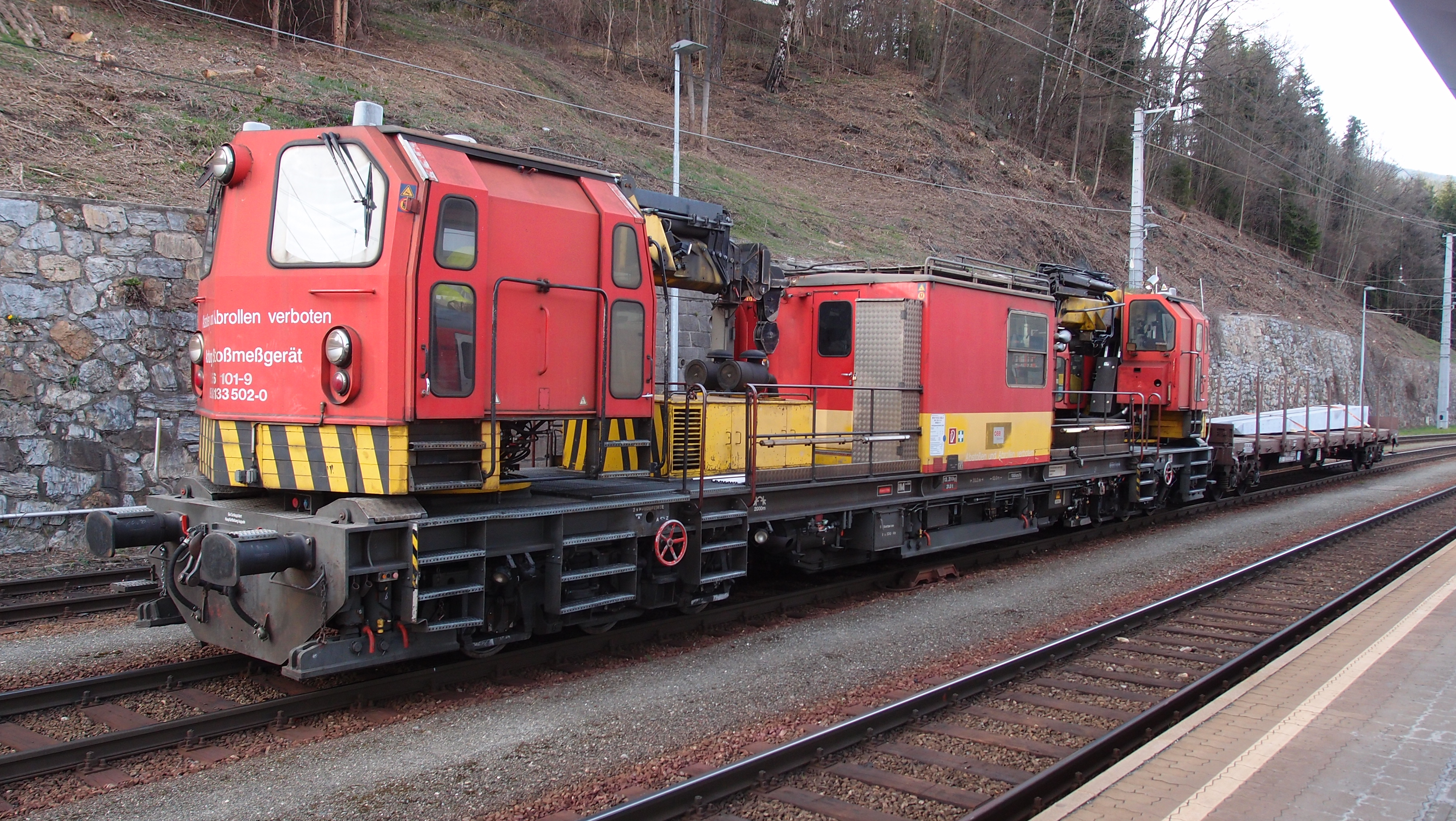
ÖBB X556.1 sorozat
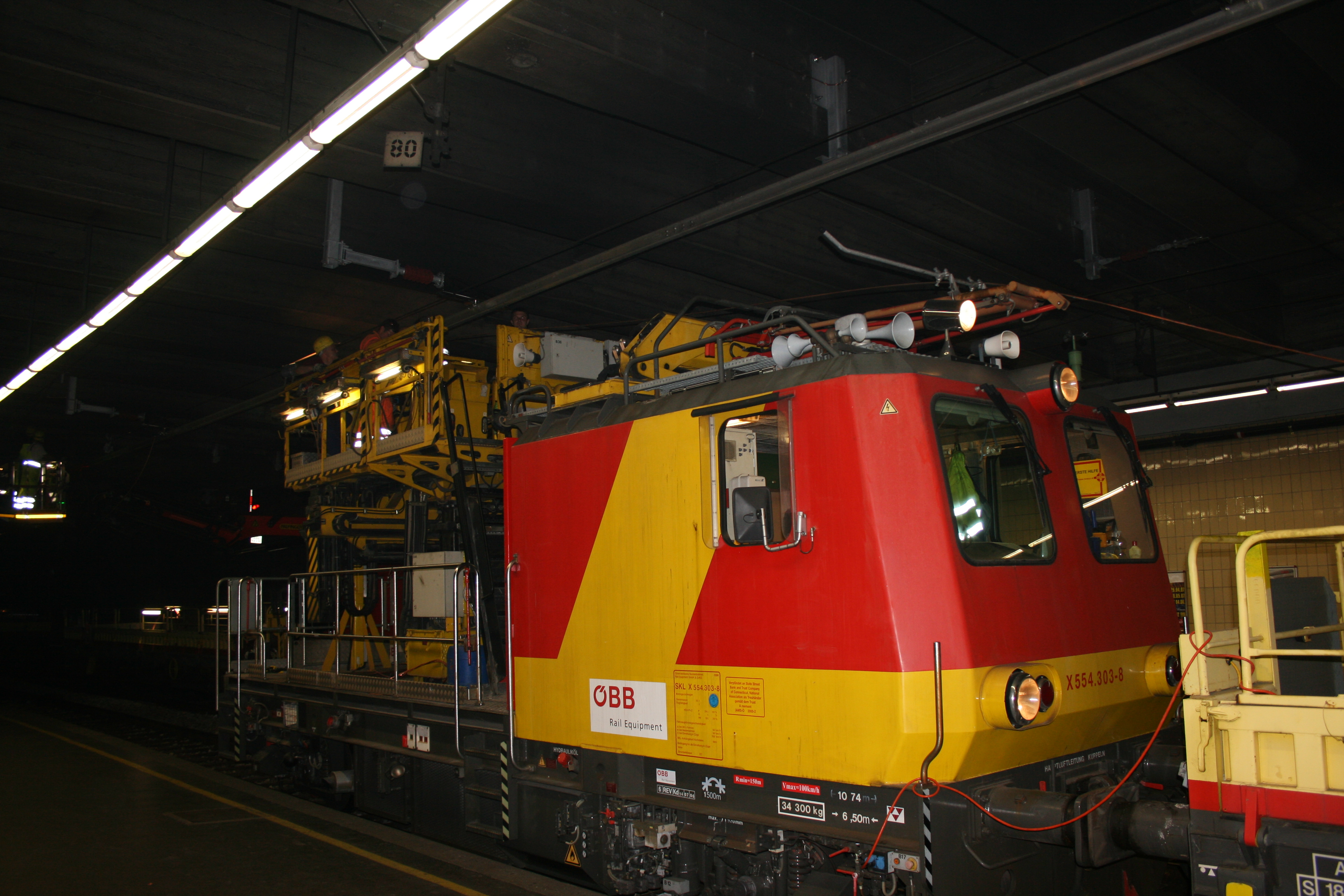
ÖBB X554.3 sorozat
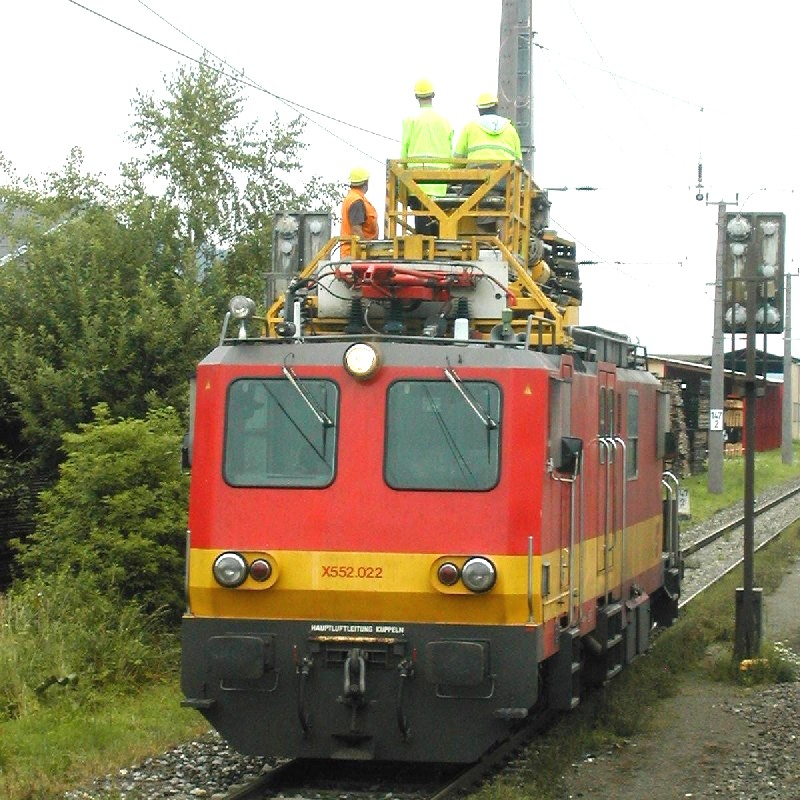
ÖBB X552 sorozat
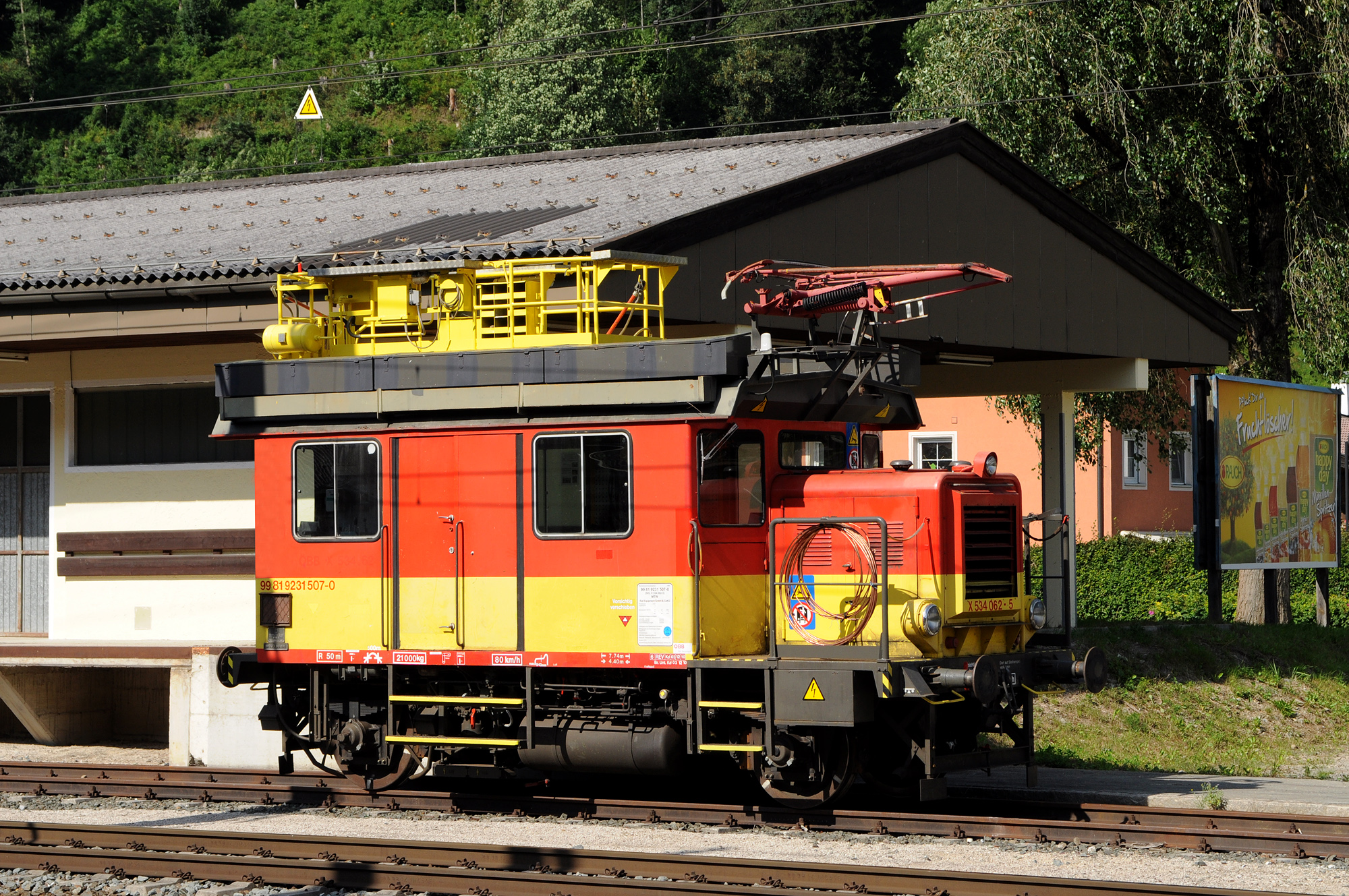
ÖBB X534 sorozat

## Statisztika
- 44 000 alkalmazott (A legtöbb alkalmazottat Ausztriában az ÖBB foglalkoztatja)
- 5700 km vasútvonal; 57% villamosított
- 1230 db mozdony
- 3136 db személykocsi
- 145 db dízel motorvonat
- 220 db villamos motorvonat, ebből
  - 11 db Bombardier Talent 4023 – regionális vonalakon
  - 80 db Bombardier Talent 4024 – elővárosi vonalakon
  - 16 db Bombardier Talent 4124 – regionális vonalakon, Magyarországra

## Átalakítások
A „vasútreform” jegyében az elmúlt években Ausztriában is jelentős átalakításokra került sor. Átszámozták a vonalakat, a cég új logót kapott és felosztották több részre. A fejlesztések fő célja az elővárosi és a preferált fővonalakon közlekedő távolsági vonatok fejlesztése. Ennek jegyében a járműpark nagyobb részét felújították. Az IC-kocsikat az új színtervnek megfelelően átfestették, amelyek az ÖBB-IC vonatokon közlekednek. Az elővárosi forgalomban az újonnan vásárolt Talent motorvonatok fokozatosan leváltják a régi szerelvényeket.
A Bécsből Salzburgba és Klagenfurtba közlekedő távolsági vonatok menetidejének csökkentése is a fő célok között szerepel. Ennek része a Bécs-Salzburg közötti túlterhelt kétvágányú fővonal négyvágányúvá történő átalakítása is, amelynek a Bécs és Linz közötti szakasza már elkészült. Ezenkívül forgalomba álltak a nagysebességű ICE vonatok is. Olyan nagyszabású projektek is folyamatban vannak, mint például a Semmering- vagy a Koralm-alagút megépítése.
Az utóbbi években a MÁV-hoz hasonlóan az ÖBB vonalain is jelentős járatritkításokra került sor. Vasútvonalakat – három rövid szakaszt leszámítva – ugyan nem zártak be, de egyes szakaszokon szinte kizárólag vonatpótló autóbuszok járnak. A személyvonatok helyett időnként még a fővonalakon is buszok közlekednek (pl. Salzburg tartomány déli és délkeleti részén).
Az elmúlt 10 év során teljesen átszervezték az IC-hálózatot is. Egyes vonalakat megszüntettek vagy éppen összevontak, néhány viszonylaton ütemes közlekedésük is rendszertelenebbé vált, a szerelvények rövidebbek lettek. Pár éve még Bécsből Zell am See-be, az Europa-Sportregion központjába közvetlen IC-vonattal lehetett eljutni, ma a legtöbb esetben már kétszer is át kell szállni. Olyan szakaszok is létrejöttek (pl. Salzburg-Bischofshofen között), ahol beintegrálták őket az elővárosi forgalomba, és Sprinter (ma REX) vonatokat helyettesítenek.

## Áramellátás
Az ÖBB hálózata egyfázisú, 15 kV-os, 16,7 Hz-es váltóárammal működik. Az alállomásokat 110 kV-os vontatási áramvezetékek táplálják, és a vasút saját vontatási áramtermelése 16,7 Hz-es frekvenciájú. A névleges frekvencia 1995. október 16-ig 16⅔ Hz volt.
Az Osztrák Szövetségi Vasutak nyolc saját vízerőművet üzemeltet vontatási áram előállítására Brazban, Wald am Arlbergben, Fulpmesben és Obervellachban, valamint a Stubachtal erőműcsoportot, amely az Enzingerboden, Schneiderau, Uttendorf I és Uttendorf II erőművekből áll. A Tauernmoos erőmű üzembe helyezését 2017/2018-ra tervezik, amely azonban nem közvetlenül vontatási áramot, hanem 50 Hz-es háromfázisú áramot fog termelni, amelyet aztán Uttendorfban alakítanak át. A vontatási áramtermeléshez szükséges vizet a Tauernmoossee, Weißsee, Ammersee és Salzplattensee tározókban, a Beimsee tározóban és az Enzingerboden kiegyenlítő tározóban gyűjtik össze, és nyomóvezetékeken keresztül vezetik a turbinákhoz.
A mintegy 2200 GWh éves összigény egyharmadát a vasút saját erőművei állítják elő. Körülbelül 25 %-ot négy partner vízerőműből (St. Pantaleon, Weyer, Annabrücke, Steeg) vesznek fel; a fennmaradó részt a közüzemi 50 Hertz-es háromfázisú hálózatból vásárolják, és öt átalakítóműben (Ötztal, St. Michael, Bergern, Kledering, Auhof) és egy átalakítóműben (Timelkam) alakítják át vontatási árammá. A tervek szerint 2014 őszén üzembe helyeznek egy másik konvertert is az udtendorfi telephelyen. A szállítók garantálják az Osztrák Szövetségi Vasutaknak, hogy a szükséges mennyiségű villamos energiát szintén túlnyomórészt vízenergiából állítják elő. Az ÖBB ezért a vontatási energiaellátás környezetvédelmi mérlegében rámutat, hogy 97 %-ban hazai vízenergiából származik.
A vonatsűrűség növekedése, az agglomerációkban a helyi közlekedés bővülése, a sebességnövekedés, a nagyobb teljesítményű vontatóegységek és a jobb kényelem miatt a villamos energia iránti igény folyamatosan növekszik. Az ellenintézkedések közé tartozik az olyan villamos mozdonyok használata, amelyek fékezéskor villamos energiát táplálnak vissza a felsővezetékbe ("regeneratív fékezés"), valamint olyan optimalizációs programok alkalmazása, amelyek segítenek csökkenteni a villamosenergia-átviteli veszteségeket. A meglévő létesítményeket korszerűsítik és bővítik. Az új erőművek tervezésekor a hangsúly továbbra is a hazai vízenergia felhasználásán van.
Az ÖBB két erőműve, Rosenbach és Lassach nem vontatási áramot termel, hanem háromfázisú áramot szolgáltat. Az állomásépületek ellátására épültek. Ezeket a területeket csak 1955-ben csatlakoztatták a közüzemi villamosenergia-hálózathoz.

## Egyéb vonalak
- Achenseebahn
- Pöstlingbergbahn  [4]
- Schafbergbahn
- Schneebergbahn
- Zillertalbahn